# Danh sách nhân vật trong Thám tử lừng danh Conan

Một số nhân vật chính và phụ của trong truyện

Đây là danh sách các nhận vật trong bộ truyện tranh Thám tử lừng danh Conan được tạo ra bởi tác giả Aoyama Gosho. Các nhân vật này đều sống trong bối cảnh ở thời hiện đại thuộc thế kỷ 21 ở Nhật Bản. Những nhân vật chính đều được lấy từ bộ truyện trước đó của tác giả mang tên Magic Kaito, và đều có những điểm tương đồng về ngoại hình, cụ thể là về kiểu tóc. Đặc biệt, nhân vật chính của Magic Kaito là Siêu trộm Kid / Kuroba Kaito cũng xuất hiện nhiều lần trong bộ truyện này. Tương tự, nhân vật chính của Thám tử lừng danh Conan là Kudo Shinichi cũng đã từng xuất hiện trong bộ truyện Magic Kaito. Hơn một trăm nhân vật phụ chỉ xuất hiện một lần đã được tác giả sáng tạo ra trong vai trò hung thủ, nạn nhân hay những người có liên quan trong nhiều vụ án. Các nhân vật phụ luôn được gán thêm bối cảnh, động cơ, và thông tin cá nhân phù hợp để đặt họ vào diện tình nghi xuyên suốt vụ án.
Một hôm, sau khi giải quyết xong một vụ án ở một công viên giải trí, Kudo Shinichi tình cờ thấy được một vụ làm ăn mờ ám giữa một số kẻ mặc đồ đen bí ẩn. Sau khi bị phát hiện, Shinichi đã bị Gin, một thành viên cấp cao của Tổ chức Áo đen đánh bất tỉnh từ phía sau. Nhóm người bí ẩn quyết định thử nghiệm một loại thuốc độc mới được chúng chế tạo có tên APTX 4869, có thể giết người mà không để lại bất kỳ dấu vết nào. Chúng bắt Shinichi uống loại thuốc này, nhưng thay vì giết chết, viên thuốc lại biến cậu thành một đứa trẻ 6-7 tuổi. Shinichi liền đến nhà của Tiến sĩ Agasa để nhờ ông giúp đỡ. Agasa đã nhận ra nhóm người đã biến cậu thành ra như thế này nguy hiểm đến thế nào, do đó khuyên Shinichi phải che giấu tung tích vờ như đã chết, nếu không chúng có thể sẽ tìm ra và giết tất cả những người có liên quan. Shinichi sau đó bắt đầu sống với cái tên Edogawa Conan do vội vàng nghĩ ra, sử dụng một phần tên tác giả Conan Doyle, nhà văn nổi tiếng với bộ tiểu thuyết Sherlock Holmes và tác giả Edogawa Rampo khi bị Mori Ran bất chợt hỏi tên. Sau đó tiến sĩ Agasa đã thuyết phục Ran cho Conan đến sống ở nhà cô trong khi cha mẹ cô ly thân với hy vọng một vụ án nào đó sẽ liên hệ đến tổ chức Áo đen, bởi cha của Ran là Mori Kogoro sở hữu một văn phòng thám tử tư. Từ khi đến sống cùng cha con nhà Mori, Conan đã nhiều lần bí mật giúp Mori Kogoro giải quyết các vụ án bằng cách bắn kim gây mê vào ông và dùng chiếc nơ cổ do tiến sĩ Agasa sáng chế để biến đổi giọng nói. Với việc sống dưới lốt ẩn dật một đứa trẻ, cùng với sự giúp đỡ của gia đình và bạn bè, Conan (Shinichi) quyết tâm đi tìm chân tướng của Tổ chức Áo đen bí ẩn.

## Nhà Kudō

#### Kudō Shin'ichi (Edogawa Conan)
Kudō Shin'ichi (工藤 新一 (Công Đằng Tân Nhất)) là Nhân vật chính trong bộ truyện. Shinichi là một thám tử trung học cấp III nổi tiếng với việc phá được nhiều vụ án hóc búa. Trong một lần đang đi điều tra, Shinichi đã bị thành viên của Tổ chức Áo đen phát hiện và đánh cậu bất tỉnh. Chúng sau đó đã ép cậu phải uống loại thuốc độc vừa được Tổ chức điều chế mang tên APTX 4869 để giết cậu nhằm bịt đầu mối. Thế nhưng, Shinichi không chết mà thay vào đó lại bị teo nhỏ trở thành một đứa bé lớp 1. Cậu liền tới nhà của ông tiến sĩ Agasa, một người bạn thân của gia đình mình để tìm sự giúp đỡ. Từ đây, cậu bắt đầu sống với thân phận mới là Edogawa Conan (江戸川 コナン (Giang-Hộ-Xuyên Kha-Nam) Edogawa Konan) nhằm che giấu danh tính thật và bảo vệ người thân khỏi sự liên lụy tới Tổ chức này. Cậu có một quan hệ tình cảm với người bạn thân từ thuở nhỏ của cậu, Mori Ran. Cậu cũng là một cầu thủ bóng đá giỏi, đồng thời còn tỏ ra thông thái về nhiều lĩnh vực khác. Ở chiều ngược lại, cậu có ba nhược điểm đáng kể: hát dở tệ (nhưng nghe nhạc rất chuẩn), thiếu kỹ năng chiến đấu tay đôi và có phần thiếu tế nhị khi nói về chuyện giới tính.
- Nhân vật này được lồng tiếng bởi Yamaguchi Kappei trong vai Shinichi và Takayama Minami với Conan. Trong một bộ phim truyền hình, nhân vật này được đóng bởi diễn viên Oguri Shun với hình dạng của học sinh cấp III và Fujisaki Nao trong hình dáng trẻ con. Lồng tiếng Việt cho cả 2 nhân vật: Trần Hoàng Sơn (từ tập 1 đến 112, Cơn ác mộng đen tối, từ tập 441), Đặng Hoàng Khuyết (từ tập 113 - 440 và 20 phim điện ảnh đầu tiên.)

#### Kudō Yusaku
Kudō Yusaku (工藤 優作 (Công-Đằng Ưu-Tác)) là một nhà tiểu thuyết trinh thám nổi tiếng, chồng của Yukiko và cha của Shinichi. Ông nổi tiếng toàn thế giới bởi những tác phẩm truyện trinh thám của mình, đặc biệt là tiểu thuyết Nam tước bóng đêm. Khi Yusaku mới 17 tuổi, ông đã giúp thanh tra Megure giải quyết nhiều vụ án khó, giống như con trai ông bây giờ. Tuy nhiên, ông chỉ xem mình là một nhà văn và không đi theo nghề thám tử. Yusaku và Yukiko chuyển đến sống ở Los Angeles để theo đuổi sự nghiệp của mình, để lại Shinichi ở Nhật. Ông và Kaito Kid lúc bấy giờ (tức Kuroba Toichi, cha của Kaito Kid hiện tại) thường đối địch nhau. Vì vậy, rất có thể ông đã biết thân phận thực sự của Kid (được nhắc đến trong tập 472 - 473) và ông cũng chính là người đã đặt tên cho Kid theo con số 1412 phát âm theo tiếng Nhật, do đó ông còn được Kid gọi là "cha đỡ đầu".
Ông có một tính cách điềm tĩnh và vững vàng, có thể giữ bình tĩnh trong mọi tình huống, có ngoại hình và phong thái của một quý ông người Anh, và đôi khi có khiếu hài hước. Vì vẻ ngoài điển trai, ông được nhiều độc giả nữ yêu thích, tuy nhiên, ông thường bị nhiều nhà xuất bản bám đuổi vì đi du lịch hoặc ngừng viết khi chưa được phép. Khả năng suy luận của ông hơn hẳn con trai mình, Shinichi, đồng thời có khả năng quan sát cực tốt, chỉ cần nhìn thoáng qua là có thể nhìn ra chân tướng sự việc, là đối tượng tham vấn của cục cảnh sát và bác sĩ Ari khi gặp phải nút thắt cổ chai, Haibara phỏng đoán khả năng suy luận của Shinichi được thừa hưởng từ cha mình. Ông có kỹ năng xuất sắc về mọi mặt, ông có bằng lái cho một số loại phương tiện, đã được dạy bắn súng ở Hawaii, sử dụng máy bay trực thăng, ...
Hai vợ chồng Kudo lần đầu tiên xuất hiện trong tập 43 (anime), và tập 5 (manga). Họ đến Nhật Bản vì lo lắng hiện trạng Shinichi dưới thân phận Edogawa Conan sau khi bị teo nhỏ. Bọn họ đã hỏi tiến sĩ Agasa về vấn đề này và biết rằng Shinichi bị đầu độc bởi một loại thuốc độc khiến cậu teo nhỏ. Trong tập này, đôi vợ chồng đã cải trang thành Nam tước bóng đêm và Edogawa Fumiyo (Edogawa Fanny). Với sự giúp đỡ của tiến sĩ Agasa, bọn họ đã cùng nhau cho Shinichi thấy rằng cậu đang ở trong một tình thế vô cùng nguy hiểm và thuyết phục cậu tới Los Angeles để giữ an toàn những đã bị cậu từ chối. Yusaku cũng từng xuất hiện lần thứ hai để mài giũa khả năng suy luận của Conan, đồng thời thuyết phục Yukiko tha thứ cho mình và mang cô về nhà. Ông là người sáng chế ra game Sherlock Holmes trong tập phim thứ 6, mà ngay cả Conan cũng bị bế tắc.
Nếu so sánh Kudo Shinichi với Sherlock Holmes, thì Yusaku được ví như người anh trai của Sherlock, Mycroft Holmes. Đó là vì khả năng suy luận của Yusaku cũng như Mycroft đều vượt trội hơn so với Shinichi hay Sherlock, nhưng họ đều không theo nghề thám tử. Tên của Yusaku xuất phát từ Kudo Shunsaku (nhân vật chính của phim truyện truyền hình Tantei Monogatari) và nam diễn viên Matsuda Yusaku, người đóng vai Shunsaku Kudo. Trong phiên bản tiếng Anh, tên của nhân vật được đổi thành Booker Kudo. Diễn viên lồng tiếng cho nhân vật này là Tanaka Hideyuki ở phiên bản tiếng Nhật, ở phiên bản lồng tiếng Anh là Randy Tallman và John Swasey, còn ở phiên bản lồng tiếng Việt là Thái Minh Vũ (tập 1, tập 385–nay) và Tất My Ly (tập 112–384).

#### Kudō Yukiko
Kudō Yukiko (工藤 有希子 (Công-Đằng Hữu-Hi-Tử)) là vợ của Yusaku, mẹ của Shinichi. Họ tên trước khi lấy chồng của bà là Fujimine Yukiko (藤峰 有希子), cũng là nghệ danh khi còn là diễn viên. Yukiko từng là một nữ diễn viên nổi tiếng nhưng đã từ bỏ sự nghiệp ở tuổi 20 để lấy Yusaku, đi ngược với nguyện vọng của gia đình.
Yukiko là đối thủ của Eri (mẹ Ran) khi còn học cấp ba, và cùng với Eri đăng quang Miss Teitan ở cuộc thi sắc đẹp cuối cùng từng được tổ chức ở trường Teitan. Sau này được tiết lộ là do khả năng tiếng Anh nghèo nàn của Kogoro Mori, nên ông đã viết nhầm phiếu bầu chọn và bỏ quên trong túi quần của mình dẫn đến kết quả cuộc thi không ngã ngũ. Do nổi tiếng bởi là vợ của một nhà văn tiểu thuyết trinh thám lừng danh cũng như từng tham gia giải quyết một số vụ án, Yukiko đã được đặt biệt danh "Phu nhân Nam tước Bóng đêm" sau khi nhân vật Nam tước Bóng đêm được chồng bà sáng tác ra trong tiểu thuyết của ông. Bà rất giỏi hóa trang (nhưng không biết giả giọng người khác), kỹ năng của bà tốt đến mức được Hattori Heiji khen ngợi: "Bác sẽ khiến cho Yasen Robin phải ngạc nhiên".
Tính cách của bà giống một cô gái ngang ngạnh, kiêu sa và hay dỗi hơn là một người phụ nữ chín chắn, và có sở thích lái xe quá tốc độ Đồng thời bà luôn cho rằng mình vẫn nổi tiếng ngay cả đã giải nghệ nên luôn cải trang khi về nước. Mặc dù đã 37 tuổi, Yukiko rất ghét bị người khác gọi là "bà cô" (oba-san). Khi đi cùng Conan, hai người phải tỏ ra không có mối quan hệ mẹ con với nhau trong mắt người ngoài, nhưng mỗi khi cậu gọi Yukiko là "bà" thì lại bị mẹ véo vào người hoặc lườm và bắt phải đổi lại là "chị" (onee-san).
Cái tên Fujimine Yukiko được lấy từ nhân vật Mine Fujiko của Lupin III và nữ diễn viên lồng tiếng của Fujiko là Nikaido Yukiko. Bút danh Fumiyo của cô đến từ Akechi Fumiyo, vợ của nhân vật Akechi Kogoro của Edogawa Rampo. Trong phiên bản tiếng Anh, tên của nhân vật được đổi thành Vivian Kudo. Diễn viên lồng tiếng cho nhân vật này là Shimamoto Sumi ở phiên bản tiếng Nhật, ở phiên bản lồng tiếng Anh là Laurie Steele, còn ở phiên bản lồng tiếng Việt là Lê Hà (tập 1–112), Huyền Trang (tập 113–384) và Kim Phước (tập 385–nay).

## Nhà Mōri

#### Mōri Ran
Mōri Ran (毛利 蘭 (Mao-Lợi Lan)) là một trong những nhân vật chính của bộ. Ran là bạn thời niên thiếu của Kudo Shinichi (Jimmy Kudo). Thích Shinichi nhưng giống như Shinichi, Ran không dám thổ lộ. Là con gái của thám tử tư Kogoro Mori và Eri Kisaki, một nữ luật sư. Cha mẹ cô ly thân khi cô được sáu tuổi và một trong những mục tiêu lớn nhất của cô là kéo họ về với nhau. Ran là đội trưởng đội karate của Trường Trung học Teitan, rất giỏi võ và đã giành được giải Vô địch Khu vực. Ran ghét cờ bạc nhưng lại đánh rất giỏi và thắng tất cả các ván bài mà cô từng chơi.
Sau khi Shinichi biến mất, một cậu bé tên Conan Edogawa đến ở với Ran, giả làm họ hàng của tiến sĩ Agasa. Ran hầu như không biết rằng "Conan" chính là Shinichi bị thu nhỏ. Trên đường dẫn Conan về nhà mình, cô đã tâm sự về tình cảm thật của mình đối với Shinichi cho Conan nghe. Đôi lúc Ran nghi ngờ Conan chính là Shinichi. Điều này xảy ra nhiều lần nhưng Shinichi luôn luôn biết cách để "ứng biến". Điểm cá tính mạnh nhất của Ran đó là cô thật sự quan tâm đến những người cô yêu quý và luôn có cách để tìm thấy sức mạnh để duy trì hy vọng rằng họ sẽ lại đoàn tụ. Ran thường cố gắng tái hợp cha mẹ mình (2 người đang ly thân) - mặc dù không thành công là bao do sự bướng bỉnh của cả hai, và luôn ôm ấp mong muốn được gặp lại Shinichi, mặc dù có những thử thách về tình cảm rất lớn dành cho cô.
Sinh nhật của Ran là vào ngày 1 tháng 10, theo như trong phim live-action, trong truyện vẫn chưa đề cập tới. Tên Ran xuất phát từ tên của Maurice Leblanc, tác giả người Pháp, người tạo ra nhân vật Arsène Lupin.
- Nhân vật Ran được lồng tiếng bởi Yamazaki Wakana trong bản tiếng Nhật, và được Colleen Clinkenbeard lồng tiếng Anh. Lồng tiếng Việt: Huyền Chi (từ tập 1-112), Thúy Hằng (từ tập 113)

#### Mōri Kogoro
Mōri Kogoro (毛利 小五郎 (Mao-Lợi Tiểu-Ngũ-Lang)) là một trong những nhân vật chính của bộ truyện tranh, chưa rõ ngày sinh. Trước đây ông là một cảnh sát bị đuổi việc, sau trở thành một thám tử tư. Là một người ưa hưởng thụ suốt ngày, là tay mê phụ nữ đẹp và luôn khoác lác về những thành tích trong sự nghiệp để làm mọi người ngưỡng mộ mình. Người phụ nữ trong mơ của Mori là ngôi sao nhạc Pop tên là Okino Yoko và ông chưa bao giờ bỏ lỡ một buổi biểu diễn nào của nữ ca sĩ này. Do tính cách thích các cô gái đẹp của Mori, nhân vật này thường xuyên làm cho con gái mình Mori Ran tỏ ra ngượng ngùng vì người cha và đó cũng là một trong những lý do cho sự ly thân của Mori với Eri, người vợ của mình. Mori có thói quen uống rượu và thường bị say khướt trong các sự kiện ngoài xã hội mà nhân vật này tham gia. Conan thường hay châm biếm Mori về việc nhân vật này chi tiêu tiền bạc vào rượu, bài bạc và cá độ đua ngựa. Trong bộ truyện, văn phòng bừa bộn của Mori luôn sặc mùi thuốc lá và chất đầy các chai rượu. Ông còn có cả một ngăn rượu dự trữ.
Qua phần lớn các tập truyện, Mori được coi là một thám tử kém cỏi, thường xuyên bỏ sót những dữ liệu quan trọng và đi đến kết luận một cách vội vàng. Bất chấp tính lơ đãng của mình, Mori đã từng là nhân viên cảnh sát giỏi dưới quyền thanh tra Juzo Megure 10 năm trước. Ông rời lực lượng cảnh sát sau những vụ việc được nói đến trong tập phim thứ 2, Thám tử Conan: Mục tiêu thứ 14. Sự giúp đỡ bí mật của Conan trong vô số vụ án đã giúp danh tiếng thám tử của Mori tăng lên nhanh chóng. Tuy nhiên, nhân vật này thường không thể nhớ chi tiết bất kì vụ án nào bởi Conan thường gây mê Mori và sử dụng Mori như là một người đóng thế. Tuy nhiên, Mori không bao giờ thắc mắc về điều này và luôn tự tâng bốc các công lao của "mình".
Trong những tập truyện sau, đã có vài lần Mori tự giải quyết được các vụ án mà không cần sự trợ giúp của Conan, không chỉ bởi năng lực phá án không tệ mà còn nhờ lối sống từng trải. Vụ án đáng nhớ nhất là trong một kỳ nghỉ tới một suối nước nóng, một trong những người bạn học cũ của ông bị ám sát. Mori tỏ ra bối rối và quyết tâm tự tìm ra kẻ giết người, điều này khiến Conan không nỡ đánh mê Mori và đã tự hạn chế bản thân trong việc chỉ cho Mori những manh mối cần thiết để giải quyết vụ án. Khi kẻ sát nhân bị vạch mặt, hắn ta cố gắng tấn công Mori nhưng đã bị đánh bại một cách dễ dàng. Mori thậm chí còn giải quyết hai vụ án tốt hơn cả Conan trong tập thứ 9: Thám tử Conan: Âm mưu trên biển. Còn ở vụ thứ ba, ông Mori nhận ra quan hệ giữa hung thủ và một người bạn của ông đang bao che không phải là tình nhân như Conan nghĩ, mà là cha con.
Thời đi học, Mori rất giỏi môn Judo. Ngoài ra, khi học tại học viện cảnh sát, ông cũng được tiết lộ là một người có tài thiện xạ với độ chính xác rất cao (điển hình là việc bắn trúng hồng tâm cả 20 phát đạn trong bài kiểm tra bắn súng, điều gần như không xảy ra tại học viện). Dù Mori thường xuyên giả vờ không hứng thú với người vợ đã ly thân, thực ra ông vẫn còn cảm tình với vợ mình và thậm chí còn đề nghị bà trở lại với mình, nhưng Eri thường giả vờ không nghe Mori bởi bà vẫn chưa "sẵn sàng", dù tất nhiên là Eri cũng vẫn còn cảm tình với Mori. Những điều này được bộc lộ qua sự ghen tuông của Eri mỗi khi Mori đi với những cô gái khác và bà không bao giờ đánh mất chiếc nhẫn cưới mà vẫn đeo trên tay như ngày nào. Dù "bê bết" nhưng Mori là người rất tốt bụng. Chính Shinichi cũng đã công nhận điều này.
Ngoài ra ông còn rất lễ phép và thể hiện sự tôn trọng và kính trọng cấp trên dù đã rời ngành. Ông luôn xưng hô với thanh tra Megure là "keibu-dono" ("ngài thanh tra", "anh thanh tra", hay thậm chí là "sếp" trong các bản dịch tiếng Việt) thay vì "keibu-san" ("ông thanh tra"), vì "-dono" là danh xưng cao hơn "-san", nằm giữa "-san" và "-sama". Không những dành sự tôn kính cho cấp trên, mà cách ông đối xử với những người nhỏ tuổi hơn mình cũng vô cùng hòa hảo. Đó là lí do vì sao ông Mori chỉ bị người khác than phiền về những thói hư tật xấu như cờ bạc, đua ngựa, rượu chè, hầu như không ai bất mãn với cách mà ông đối nhân xử thế.
- Cái tên "Mori Kogoro" bắt nguồn từ hai bộ truyện trinh thám: "Kogoro" lấy từ "Akechi Kogoro", một nhân vật thám tử của tác giả Edogawa Rampo trong khi Mori là từ Maurice Leblanc. Lồng tiếng Việt: Trần Vũ

#### Kisaki Eri (Mōri Eri)
Kisaki Eri (妃 英理 (Phi Anh-Lý)) / Mōri Eri (毛利 英理 (Mao-Lợi Anh-lý)) là mẹ của Ran, là một nữ luật sư bào chữa xinh đẹp và có tiếng. Sinh nhật của bà là ngày 10/10, trùng vời ngày Đại hội thể thao trước đây của Nhật Bản. Eri hiện đang li thân với Mori Kogoro và không sống cùng Ran trong 10 năm qua (nhưng không li hôn, do vậy theo pháp lý Nhật Bản thì bà vẫn mang họ chồng, còn khi hành nghề bà có thể dùng họ cũ). Tuy đã li thân với Kogoro, bà vẫn đeo nhẫn cưới và quan tâm đến chồng, thậm chí, đôi khi còn thử thách để xem Kogoro có còn quan tâm đến mình nữa không. Kisaki cũng là một người có khả năng suy luận nhạy bén và thực tế đã từng giải quyết một số vụ án. Bà cũng rất chú ý đến các suy luận của Conan/Shinichi mặc dù không nghi ngờ nhiều về thân phận của Conan. Eri cũng là bạn từ khi còn học trung học với chồng mình và cả với Yukiko, mẹ của Shinichi. Bà cũng từng đăng quang Miss Teitan cùng Yukiko khi cả hai còn học cấp III.
- Người lồng tiếng cho nhân vật này là Takashima Gara. Cái tên Eri bắt nguồn từ tên của nhà viết truyện trinh thám Ellery Queen. Lồng Tiếng Việt: Lê Hà (tập 112 tập đầu), Kim Ngọc (từ tập 113)

## Đội thám tử nhí lớp 1B

#### Haibara Ai / Miyano Shiho / Sherry
Miyano Shiho (宮野 志保 (Cung-Dã Chi-Bảo)), là cựu thành viên của Tổ chức Áo Đen với bí danh Sherry (シェリー). Chưa rõ sinh nhật nhưng được tiết lộ là cô tròn 18 tuổi. Shiho lớn lên trong tổ chức Áo đen cùng với người chị gái là Miyano Akemi. Cha cô là người Nhật, còn mẹ cô là người Anh. Cả hai từng là nhà khoa học phục vụ cho Tổ chức và đã bị giết với nguyên nhân chưa rõ ràng. Vốn dĩ là một thần đồng nên ngay từ lúc còn nhỏ, Shiho đã được cho đi du học ở Mỹ. Sau đó, cô trở về Nhật để làm việc cho Tổ chức khi mới 13 tuổi và tiếp tục dự án khoa học vẫn còn dang dở của cha mẹ cô với bí danh Sherry.
Theo lệnh của Tổ chức, Sherry đã nghiên cứu ra một loại hợp chất hóa học vô cùng độc hại có tên là APTX 4869. Tuy nhiên, chức năng của loại thuốc này vẫn chưa được hoàn chỉnh và nó vẫn đang trong giai đoạn thử nghiệm. Sherry cũng đã tìm đến nhà của Kudo Shinichi theo lệnh của Tổ chức để xác nhận cái chết. Sau lần điều tra đó, cô xác nhận với Tổ chức rằng Kudo Shinichi thật sự đã chết. Tuy nhiên, trong lần thứ hai quay trở lại, Sherry đặc biệt chú ý đến một vài bộ quần áo hồi còn nhỏ của Shinichi đã bị mất và vô cùng ngạc nhiên khi biết chuyện gì đang xảy ra, mặc dù trước đây khi thí nghiệm trên cơ thể của chuột đã xảy ra trường hợp này. Một thời gian sau đó, vì nghi ngờ Tổ chức Áo Đen có dính líu đến cái chết của chị gái Akemi (người luôn tìm mọi cách để giải thoát cho mình và em gái thoát khỏi tổ chức Áo Đen, cuối cùng bị Gin giết chết), Sherry từ chối tiếp tục hợp tác và đã bị bọn chúng giam hãm, chờ đến ngày thủ tiêu. Biết không thể thoát khỏi bàn tay của Tổ chức, cô quyết định tự sát bằng chính viên thuốc mà mình đã tạo ra. Tuy nhiên, cô không chết mà lại bị teo nhỏ lại thành một đứa bé 7 tuổi giống như trường hợp của Conan.
Sau khi bị teo nhỏ, Sherry nhanh chóng trốn thoát khỏi tổ chức Áo Đen và chạy đến nhà của Kudo Shinichi để tìm và cuối cùng ngã gục trước cửa nhà của Tiến sĩ Agasa Hiroshi, người sau đó đã nhận nuôi cô và đặt cho cô cái tên mới là Haibara Ai (灰原 哀 (Khôi-Nguyên Ai)). Với hình dạng mới, Haibara nhập học tại trường tiểu học Teitan, cùng lớp với Conan, Ayumi, Mitsuhiko và Genta.
- Tiếng Việt: Ái Phương (Từ tập 129 đến 221, 441 - nay), Linh Phương (Từ tập 222 - 440)

#### Yoshida Ayumi
Yoshida Ayumi (吉田 歩美 (Cát-Điền Bộ-Mĩ)): Một học sinh của lớp 1B, là bạn của Conan. Ayumi là thành viên của Đội thám tử nhí. Việc Ayumi thích Conan đôi khi gây phiền phức cho cậu, mặc dù cô bé lại nghĩ rằng Conan thích Haibara Ai vì cậu luôn cố gắng bảo vệ Haibara. Cô bé tuy rất ngây thơ và hồn nhiên nhưng luôn tỏ ra vô cùng dũng cảm và đóng vai trò cổ vũ tinh thần cho cả đội, đôi khi còn biểu lộ tình cảm như một người lớn. Ayumi rất thân thiết với Haibara và là người duy nhất trong nhóm thám tử nhí được Haibara cho phép gọi cô là "Ai-chan" (cách gọi tên một cách thân mật)..
Diễn viên lồng tiếng Nhật cho Ayumi là Iwai Yukiko, và tiếng Anh là Monica Rial, lồng tiếng Việt là Cao Thụy Thanh Hồng ở 112 tập đầu và Kim Ngọc là từ tập 113.

#### Tsuburaya Mitsuhiko
Tsuburaya Mitsuhiko (円谷 光彦 (Viên-Cốc Quang-Ngạn)): Một học sinh của lớp 1B, thường được gọi ngắn gọn là Mitsu. Cậu luôn tiếp cận sự việc một cách khoa học. Cậu dường như có tình cảm với cả hai cô bạn Ayumi và Haibara nhưng luôn bối rối vì không biết thích ai nhiều hơn. Mitsuhiko là một cậu bé thông minh và thích đọc sách, luôn tin rằng khoa học có thể giải quyết được mọi thứ. Cha mẹ cậu đều là giáo viên, ngoài ra cậu còn có một chị gái tên là Tsuburaya Asami (円谷 朝美 Viên Cốc Triều Mĩ) lớn hơn cậu 2 tuổi. Tên của cậu có thể là do tác giả đặt theo tên của thám tử Asami Mitsuhiko.
- Nhân vật được lồng tiếng bởi Ikue Ohtani (Nhật), ngoại trừ trong tập phim số 10 là Orikasa Ai, lồng tiếng Việt là Lê Trường Tân (112 tập đầu) và Chánh Tín (từ tập 113 đến 384), từ tập 385 là Minh Vũ lồng tiếng.

#### Kojima Genta
Kojima Genta (小嶋 元太 (Tiểu-Đảo Nguyên-Thái)): Một học sinh bự con trong lớp 1B, luôn tự xưng là đội trưởng của Đội thám tử nhí. Genta là một cậu bé ham ăn và rất tốt bụng. Cậu đã là bạn thân của Mitsuhiko và Ayumi trước cả khi Conan vào học lớp 1B. Genta rất khâm phục cha mình - Kojima Genji, một người đàn ông cao to, nóng tính, sở hữu một nhà hàng bán rượu và đặc biệt thích đánh nhau với những người uống rượu nhưng không trả tiền. Mẹ cậu là bà chủ cửa hàng rượu, có thân hình và khuôn mặt giống cậu. Cả Genta và Mitsuhiko đều có tình cảm với Ayumi và đã rất ghen tị với Conan khi thấy Ayumi thích cậu.
- Lồng tiếng cho nhân vật này là Takagi Wataru, lồng tiếng Việt là Trịnh Kiêm Tiến (112 tập đầu) và Thiện Trung (tập 113 đến hết tập 440)

## Nhà Hattori

#### Hattori Heiji
Hattori Heiji (服部 平次 (Phục-Bộ Bình-Thứ)): Con trai của Hattori Heizō và Hattori Shizuka. Cha mẹ cậu đều là những cao thủ võ thuật. Heiji được biết đến là một thám tử nổi tiếng của miền Tây Osaka, trong khi đó Kudo Shinichi được coi là thám tử nổi tiếng của miền Đông Tokyo. Cậu trở thành địch thủ của Shinichi và xuất hiện lần đầu tiên trong tập "The Diplomat Murder Case". Sau tập "Holmes Freak Murder Case", Hattori đã biết được Conan chính là Shinichi bị teo nhỏ và đã giữ kín bí mật cho cậu. Từ đó, hai thám tử bắt đầu hiểu nhau hơn và thỉnh thoảng cùng nhau phá vài vụ án. Trong anime, Hattori đã nói: "Chúng ta là anh em và có thể chia sẻ mọi thứ với nhau". Giữa họ dù vẫn có cảm giác cạnh tranh (chủ yếu từ phía Heiji do bản tính hiếu thắng của cậu) nhưng cả hai vẫn trở thành bạn tốt của nhau, cũng như bạn gái của họ là Ran và Kazuha. Trên thực tế, Heiji đã ngầm ghi nhận và áp dụng một vài bài học làm thám tử từ Shinichi.
Heiji thường đội một chiếc mũ lưỡi trai biểu tượng với lưỡi trai quay về phía sau. Khi phá án thì cậu xoay lưỡi trai ra phía trước. Tài năng phá án của cậu được kế thừa từ cha là Tổng thanh tra của sở cảnh sát Osaka, trong khi sự hài hước và tài năng Kendo lại được kế thừa từ mẹ. Ngoài ra trong Thám tử Conan: Mê cung trong thành phố cổ, làn da ngăm đen của Heiji được tiết lộ là được thừa hưởng từ ông ngoại. Thám tử mà cậu ngưỡng mộ nhất là Ellery Queen. Heijii có ngoại hình khá giống Shinichi, ngoài nước da ngăm và nét mặt sắc hơn. Bạn thân từ nhỏ và cũng là bạn gái của Heiji là Toyama Kazuha. Kazuha luôn lo lắng cho Heiji, thậm chí cô còn làm một cái bùa may mắn có dòng chữ: "Không được quên tớ đấy, đồ ngốc" do chính tay mình ghi và bắt Heiji mang theo người với hi vọng sẽ mang lại may mắn cho cậu (thật vậy, hai lần Heiji không đeo bùa đều là hai lần cậu bị thương nặng). Mori Ran luôn thích trêu ghẹo Heiji và Kazuha vì hai người làm cô liên tưởng tới mình và Shinichi. Cho dù Heiji đã có tình cảm với Kazuha từ lâu, song cậu lại chưa hề nhận ra điều đó. Heiji đã có ý định tỏ tình với Kazuha vài lần nhưng đều bị chen ngang giữa chừng vì một lí do nào đó.
Heiji biết lái xe motor và cũng sở hữu một chiếc. Heiji sở hữu tài năng Kendo xuất sắc. Cậu là đối thủ của Okita Soshi, một cao thủ Kendo có ngoại hình rất giống Kudo Shinichi và từng đánh bại Heiji.
- Họ "Hattori" được lấy theo tên của 1 nhân vật lịch sử Hattori Hanzo, 1 ninja của đảng Inga, tỉnh Hyōgo thuộc phía Tây Nhật Bản, cũng là thủ lĩnh đội quân bí mật của Shogun Tokugawa. Tên "Heiji" như muốn nhắc đến 1 vị thám tử nổi tiếng thường bắt tội phạm bằng dây tiền đồng, Zenigata Heiji. Lồng tiếng Việt: Tiến Đạt - Huy An (112 tập đầu), Quang Tuyên (Từ tập 113)

#### Hattori Heizō
Hattori Heizō (服部 平蔵 (Phục-Bộ Bình-Tạng)): Cha của Heiji, đồng thời là cảnh sát trưởng Sở cảnh sát Osaka. Ông là một lãnh đạo đứng đắn và nghiêm khắc nhưng cũng rất chăm lo cho gia đình của mình. Ông công nhận và thán phục tài suy luận của con trai mình nhưng không bao giờ biểu lộ điều này.
- Nhân vật này được lồng tiếng Nhật bởi Koyama Takehiro và tiếng Anh bởi Andrew Chandler.

#### Hattori Shizuka
Hattori Shizuka (服部 静華 (Phục-Bộ Tĩnh-Hoa)): Mẹ của Heiji và vợ của Hattori Heizō. Tên thời thiếu nữ của bà là Ikenami Shizuka (池波 静華 (Trì-Ba Tĩnh-Hoa)). Nhân vật này xuất hiện từ tập 28 của bộ truyện, nhằm thử tài năng của Mori Kogoro trước khi để Heiji ở lại nhà ông Mori, cũng như để tìm hiểu lý do tại sao ông lại huấn luyện Heiji quá nghiêm khắc, khiến thằng bé bị thương trong lần gia đình ông Mori đến Osaka chơi. Cũng trong dịp đó ông Mori không ghé thăm nhà, bà sợ ông là người không tốt, nhưng cuối cùng các khúc mắc cũng đã được hóa giải. Bà là một cao thủ kendo và đã từng đoạt giải á quân năm 12 tuổi. Vẻ ngoài quyến rũ và trẻ trung của bà thậm chí đã khiến Ran bị bất ngờ lúc đầu và không thể tin được đó là mẹ của Heiji. Movie 21 còn cho ta biết bà từng là Cựu Nữ Hoàng thuộc bộ môn Karuta.

## Nhà Suzuki

#### Suzuki Sonoko
Suzuki Sonoko (鈴木 園子 (Linh Mộc Viên Tử)): Bạn thân nhất của Ran, sinh ra trong một gia đình tài phiệt vô cùng giàu có. Cô cùng Ran và Shinichi học cùng nhau từ mẫu giáo đến trưởng thành. Cô hay trêu chọc Ran và gọi Shinichi là chồng Ran. Tuy thuộc tầng lớp thượng lưu trong xã hội, nhưng Sonoko không bao giờ biểu lộ ra ngoài. Cô là một cô gái hoạt bát, hồn nhiên và dễ bị cuốn hút bởi các chàng trai hấp dẫn. Nhưng suốt một thời gian dài, những người mà cô định kết thân hóa ra đều không hề tử tế. Sau cùng, cô đã dành tình cảm thực sự cho Kyogoku Makoto, một cao thủ Karate và cũng là bạn trai hiện tại của cô.
- Người lồng tiếng cho nhân vật này là Matsui Naoko trong bản tiếng Nhật, và Laura Bailey trong bản tiếng Anh. Lồng tiếng Việt: Thanh Hồng - Minh Chuyên - Thiên Di (112 tập đầu), Ngọc Quyên (Từ tập 113), Linh Phương - Hoài Thương (tạm thay ở một số tập).

#### Suzuki Ayako
Suzuki Ayako (鈴木 綾子 (Linh Mộc Lăng Tử)): Chị gái của Suzuki Sonoko và có chồng là Tomizawa Yuzo. Ayako hiền lành và có tính cách trái ngược với em gái Sonoko của mình.

#### Suzuki Jirōkichi
Suzuki Jirōkichi (鈴木 次郎吉 (Linh Mộc Thứ Lang Cát)): Ông bác 72 tuổi của Sonoko và là cố vấn của tập đoàn Suzuki. Ông có cả một bộ sưu tập huân chương cùng giải thưởng của các cuộc thi lớn nhỏ và rất tự hào về quá khứ lẫy lừng của mình. Jirokichi luôn muốn thách thức và nuôi hi vọng bắt được Siêu trộm Kid chỉ vì anh đã chiếm mất trang nhất và cả trang thứ hai của tờ Nhật Báo, khiến kỷ lục của ông tại cuộc thi bay vòng quanh thế giới bị đẩy sang trang ba.

#### Suzuki Shirō
Chủ tịch tập đoàn Suzuki. Cha của Sonoko và Ayako.

#### Suzuki Tomoko
Mẹ của Sonoko và Ayako, vợ của Suzuki Shiro.

## Nhà Akai

#### Akai Shūichi / Okiya Subaru
Akai Shūichi (赤井 秀一 (Xích Tỉnh Tú Nhất)): Anh là một người Mĩ gốc Nhật. Độc giả thường thấy anh mặc một bộ tuque đen, đội mũ len và nghiện thuốc lá nặng. Akai Shuichi là một người đàn ông lạnh lùng, khép kín và ít nói, những lời nói của anh thường mang tính uyển ngữ và ẩn dụ để che giấu mục đích thật của mình, bên trong anh chứa đựng rất nhiều tâm sự mà anh ít khi kể với ai. Anh có mối hận rất sâu với Tổ chức, do đó anh hay làm việc quên thời gian với quyết tâm tóm gọn toàn bộ băng ổ của chúng. Anh được coi là một trong những viên đạn bạc của FBI và là nỗi khiếp sợ của Mafia. Gin rất hận Akai và luôn tìm cách đánh bại anh, tuy nhiên chưa lần nào thật sự vượt qua được, nhất là về khoản đấu súng. Anh xuất hiện lần đầu trong một vụ cướp xe bus với vai trò là hành khách trên xe trong tập 29. Anh là một nhân vật bí ẩn, có những hành tung lạ lùng nên thời gian đầu Conan đã cho rằng anh là một nhân vật nguy hiểm, là thành viên của Tổ chức Áo đen. Trong anime, Shuichi được lồng tiếng bởi Shuuichi Ikeda, và cái họ "Akai" (từ kanji trong Akai là 'aka' - "Xích" nghĩa là đỏ) được đặt để nhắc đến một trong những vai diễn làm nên tên tuổi của Ikeda: Char Aznable trong Mobile Suite Gundam - người được biết đến với biệt danh "Sao Chổi Đỏ". Tên của anh còn được xem là một sự kính trọng đến Akai-san, một nhân vật bí ẩn đã xuất hiện trong một tiểu thuyết Akechi Kogoro của Edogawa Ranpo: Nanimono 
Trong volume 32, James Black bị bắt cóc bởi những tên trộm giả danh cảnh sát bởi vì ông trông giống Randy Hawk, một tỉ phú người Mỹ. Conan cứu ông thoát khỏi bọn cướp, nhưng James lại lên xe của Shuichi để tránh bị cảnh sát thẩm vấn. James tiết lộ rằng ông đã sớm biết bọn cướp này giả cảnh sát. Ông đến Tokyo bởi vì Shuichi đề nghị ông giúp anh tìm 恋人 (koibito). Trong tiếng Nhật, từ "koibito" nghĩa là "người yêu", một biệt hiệu của mục tiêu mà Shuichi và James đang truy lùng. Từ "koibito" mà Shuichi dùng về sau đã hé lộ là để ám chỉ Gin - người đã giết bạn gái (và cũng là em họ) của Akai là Miyano Akemi. James đề cập rằng ông rất ngạc nhiên khi thấy Shuichi cắt tóc. Shuichi sau đó giải thích rằng anh muốn mình may mắn hơn. Việc cắt tóc của Shuichi ám chỉ đến những nhà sumo chuyên nghiệp cũng cắt tóc khi họ về hưu.
Không một chuyên án nào của FBI tấn công Tổ chức Áo đen mà không có mặt Shuichi. Anh là một con người giàu lòng yêu thương, chung thủy nhưng lại ẩn thân trong một vỏ bọc lạnh lùng, vô cảm. Anh sắc bén trong công việc, táo bạo trong nhiệm vụ, tinh tường trong quan sát và suy luận. Vermouth đã từng từng hé lộ cho độc giả biết về sự gờm mặt của ông trùm với Shuichi khi gọi anh là "Viên đạn bạc" Nhờ quen biết Shiho Miyano, từ đó Shuichi gặp nhiều thành viên khác xung quanh Shiho, nhờ vậy đã tiến sâu được vào Tổ chức Áo đen. Sau khi lập nhiều công trạng với Tổ chức, Shuuichi đã được cấp mật hiệu là Rye và được sắp đặt một vụ "làm ăn" với một nhân vật quan trọng của Tổ chức: Gin. FBI cho rằng bắt được hắn thì sẽ dễ dàng lần ra tên đầu sỏ. Tuy nhiên, thân phận FBI của anh bị lộ trước khi đạt được mục đích do sự sơ suất có thể nói là "ngây thơ" của đặc vụ André Camel. Kế hoạch cuối cùng của anh cũng như của FBI thất bại. Hậu quả là anh bị thanh trừng khỏi Tổ chức và trở thành kẻ thù lớn của chúng. Trong tập 58, Akai và Conan cho Rena Mizunashi/Kir quay lại Tổ chức Áo đen bởi vì Kir là một nhân viên CIA, có thể giúp họ lấy thông tin. Gin ép Kir phải giết Shuichi gần vực Reiha để chứng tỏ lòng trung thành của cô với Tổ chức. Shuichi đã nhận ra rằng đây là một âm mưu, nhưng nếu anh không đến, Kir sẽ bị giết. Trước khi Kir giết anh, họ đã trao đổi một số lời:
Shuichi: "Cô đi xa quá rồi đấy"
Kir: "Tôi cũng ngạc nhiên... không ngờ mình có thể làm được điều này"
Tên của vực Reiha nhắc đến thác Reichebach, nơi mà Sherlock Holmes đã giả vờ chết. Như vậy có thể đoán rằng Akai Shuichi có thể chưa chết . Sau khi Shuichi chết, một nhân vật mới xuất hiện: Chàng sinh viên Okiya Subaru, với nhiều suy đoán đó là Shuichi cải trang. Chủ yếu bởi vì tên của nhân vật là một sự chơi chữ khéo léo với tên thật của Char Aznable: Casval (キャスバル, phiên âm tiếng Nhật là kyasubaru), cộng với việc Kaito, cậu bé nạn nhân trong vụ hỏa hoạn nơi Subaru sống khi đó, đã đặt biệt danh cho anh là "người đỏ". Và cũng bởi vì Conan đưa chìa khóa nhà mình cho Subaru, cho dù ngay khi anh ta bị nghi ngờ là một thành viên của Tổ chức Áo đen được gọi là Bourbon, sau khi Subaru trích đoạn của thám tử Sherlock Holmes trong tiểu thuyết trinh thám cùng tên: "Watson thân mến, một bác sĩ như ông có thể xác định khuynh hướng của một đứa trẻ qua cha mẹ. Vậy ông có thấy là điều ngược lại cũng đúng chứ?"
Ở chap 677, khi vào một ngân hàng bị cướp, Jodie đã gặp lại Shuichi, anh có một vết bỏng trên mặt. Tuy nhiên, đó là Bourbon giả dạng dưới sự giúp đỡ của Vermouth để kiểm chứng rằng Shuichi thực sự đã chết. Sự thật thì Shuichi vẫn còn sống và hiện đang ở trong lốt Okiya Subaru (沖矢 昴); còn xác chết ở đèo Reiha là xác của Kusuda Rikumichi. Dưới thân phận Subaru, anh vẫn luôn làm việc một cách bí mật với mục tiêu chính nhằm vào Tổ chức. Akai còn có một sự quan tâm đặc biệt tới Haibara Ai - cô em họ còn lại của anh và đã từng giao cho Andre Camel nhiệm vụ bảo vệ cô khi mọi người đi vắng. Anh hiện đang sống tại nhà của gia đình Kudo, hiện đang đóng giả là Subaru Okiya và đã biết được Conan chính là Shinichi bị teo nhỏ.

#### Sera Mary (Akai Mary)
Sera Mary (世良 ・ メアリー (Thế Lương Mary) Sera Mearī): Mary là mẹ của Akai Shuichi, Haneda Shukichi và Sera Masumi, đồng thời là vợ của Akai Tsutomu. "Em gái ngoài lãnh địa" là một biệt danh của bà trước khi được tiết lộ thân phận thật trong tập 92. Bà từng lấy chiếc nơ cổ biến đổi giọng nói của Conan để phá án trong tập 90 và bị cậu tình cờ chụp hình lại. Mary cũng được biết đến là một người giỏi karate và có thể khống chế kẻ thù trong chớp mắt, dù là dưới hình dạng người lớn hay một cô bé cấp II. Sau khi được Sera Masumi thông báo về sự tồn tại của loại thuốc có thể giải được tác dụng của APTX 4869, bà đã giao cho con gái mình nhiệm vụ phải đi tìm người đã phát minh ra loại thuốc đó và mang về cho mình. Mới đây, Mary được tiết lộ là một đặc vụ của Cục Tình báo mật (hay còn gọi là MI6) và đã bị Vermouth ép uống APTX 4869, khiến cho bà bị teo nhỏ như bây giờ. Bất ngờ thay, việc bà bị ép uống APTX 4869 lại vô tình tiết lộ rằng bà chính là chị gái của Miyano Elena. Tên thật của cô là Akai Mary.

#### Sera Masumi (Akai Masumi)
Sera Masumi (世良 真純 (Thế Lương Chân Thuần)): Thám tử trung học, cùng lớp với Ran và Sonoko. Họ gặp nhau trên một chuyến xe bus đến khách sạn Haido và Sera đã lần đầu chứng kiến Conan phá một vụ án ở đó. Sera khá vui nhộn, thích bông đùa và rất giỏi Triệt quyền đạo. Cô rất hâm mộ mẹ mình vì bà có vòng 1 cực "khủng". Những ai lần đầu gặp Sera đều cho rằng cô là con trai, trừ có James Black là biết ngay cô là con gái (rất có thể là ông đã từng gặp cô rồi). Ở chap 821, Sera đã bất ngờ gặp Akai Shuichi (do Vermouth cải trang) và gọi anh là Shu-nii (anh Shu), cho thấy rằng Sera là em gái của Shuichi. Trong tập 92, ký ức ngày bé của Conan đã tiết lộ gia đình của Sera gồm có mẹ cô là Mary, cha cô là Akai Tsutomu (được cho là đã chết) cùng hai anh trai là Shuichi và Shukichi, người mà hiện tại mang họ Haneda, một kì thủ shogi. Sera đã biết được thân phận thực sự của Conan là Kudo Shinichi. Nhờ những câu nói đầy ẩn ý của Sera và việc cô cố tình mặc bộ đồ bơi giống với bộ đồ mà cô mặc hồi bé, Conan đã nhớ lại rằng mình và Ran từng gặp Sera 10 năm trước. Sera cũng đã nói dối về việc mình từng du học ở Mĩ, nhưng cách cư xử và sử dụng từ ngữ của cô lại cho thấy rằng cô từng ở nước Anh. Trong chuyến du lịch ngoại khóa của cấp 3, Sera lần đầu được gặp Kudo Shinichi (Conan sau khi uống thuốc giải APTX 4869) và đã thông báo cho mẹ mình là Mary biết về sự tồn tại của loại thuốc giải có thể khiến bà trở về hình dạng bình thường. Trong những chương gần đây, cô thường xuyên tìm cách lấy cắp thuốc giải đó, dù chưa biết Sherry (người cô hoàn toàn không biết là em họ của mình) mới chỉ tạo được sản phẩm thử nghiệm có tác dụng không quá 24 giờ, và càng uống thường xuyên thì càng giảm hiệu quả. Tên thật trong khai sinh là Akai Masumi.

#### Haneda Shukichi (Akai Shukichi)
Haneda Shukichi (羽田 秀吉 (Vũ Điền Tú Cát)): Một kì thủ shogi nổi tiếng với biệt hiệu "Danh nhân Taiko" (Taiko-meijin). Anh từng là anh em kết nghĩa với Haneda Koji, cũng là một kì thủ shogi (đã chết và xuất hiện trong danh sách nạn nhân của thuốc APTX 4869) nên đã đổi họ của mình thành Haneda. Ngoài ra, anh còn là bạn trai của Miyamoto Yumi. Shukichi được tiết lộ trong tập 92 là con trai của một người phụ nữ tên Mary, đồng thời là em trai của Akai Shuichi và anh trai của Sera Masumi. Tên thật của anh ấy là Akai Shukichi.

## Sở cảnh sát

### Sở Cảnh sát Tokyo

#### Megure Jūzō
Megure Jūzō (目暮 十三 (Mục Mộ Thập Tam)) là một thanh tra cảnh sát, ông đã nhiều lần giải quyết các vụ án cùng với Kudo Shinichi/Edogawa Conan, Kudo Yusaku và Mori Kogoro. Thám tử Mori Kogoro khi còn trong ngành đã từng là cấp dưới của Megure 10 năm trước.
Megure Juzo chưa từng bỏ mũ khỏi đầu. Trên đầu ông có một vết sẹo liên quan đến một vụ án đặc biệt 20 năm về trước khi ông mới vào ngành cảnh sát – vụ án đồng thời có liên quan đến Midori, người vợ sau này của ông. Thời điểm đó, ông nhận nhiệm vụ bảo vệ một nữ sinh trung học (mà sau này trở thành vợ ông) khỏi một kẻ bị tâm thần thường lái xe ô tô đâm thẳng vào các cô gái trẻ rồi bỏ chạy. Cuối cùng, Megure đã cứu sống cô gái nhưng cả hai đều phải chịu một vết thương trên đầu. Từ đó, ông luôn đội mũ để không bị trêu chọc vì vết sẹo đôi nói trên.
Megure rất nghiêm túc trong công việc và vô cùng tin tưởng Conan. Ông cũng là người rất thân thiện với các nhân viên cấp dưới của mình. Megure cũng là một người bạn tốt của tiểu thuyết gia kiêm thám tử lừng danh Kudo Yusaku. Trong quá khứ, nhiều lần Yusaku đã tư vấn cho ông ấy về các vụ án khó nhằn nhất. Trong nhiều lần như vậy, Yusaku đưa Shinichi đến cùng mình, qua đó sẽ giúp nó học được những kỹ năng điều tra, phá án của cha mình và cuối cùng trở thành một thám tử theo quyền quyết định của chính mình. Ông gần như luôn có mặt tại hiện trường khi án mạng xảy ra, luôn phỏng vấn các nghi phạm, và chỉ huy nhóm cảnh sát, trong đó có Wataru Takagi, Miwako Sato, Ninzaburo Shiratori và Kazunobu Chiba.
Cái tên Juzo Megure xuất phát từ Jules Maigret, một thám tử cảnh sát Paris giả tưởng được tạo ra bởi nhà văn Georges Simenon. Maigret và Megure có thân thể giống nhau, cả hai đều khỏe và có phần thừa cân. Tên gọi của Megure Juzo cũng đã được sử dụng như là một bản chơi chữ của Nhật Bản. Trong phiên bản tiếng Anh, tên của nhân vật được đổi thành Joseph Meguire. Diễn viên lồng tiếng cho nhân vật này là Chafurin ở phiên bản tiếng Nhật, ở phiên bản lồng tiếng Anh là Mark Stoddard, còn ở phiên bản lồng tiếng Việt là Bá Nghị (tập 1) và Trí Luân (tập 2–nay).

#### Sato Miwako
Satō Miwako (佐藤 美和子 (Tá Đằng Mĩ Hòa Tử)): Một nữ trợ lý thanh tra trẻ làm việc dưới quyền của thanh tra Megure Jūzō. Cha cô vốn là một nhân viên cảnh sát cấp cao, đã hi sinh trong khi làm nhiệm vụ khi Sato mới 6 tuổi. Mạnh mẽ, lạnh lùng và hết mình là tính cách mà Sato luôn cố tỏ ra khi điều tra và giải quyết các vụ án, nhưng trong đời thường cô lại vô cùng vui vẻ và dễ gần. Đặc biệt là khi làm nhiệm vụ theo dõi, cô luôn chọn trang phục khêu gợi. Sato được các nhân viên nam coi là "hoa khôi" của Sở cảnh sát Tokyo. Về phía mình, tuy có vẻ do dự và ngại ngùng nhưng Sato đã dần phát triển tình cảm với anh chàng đồng nghiệp Takagi, làm rất nhiều đồng nghiệp nam khác ghen tị. Vì thế, những cuộc hẹn hò của họ chưa bao giờ suôn sẻ do sự can thiệp của nhiều người đồng nghiệp khác nhau. Tuy nhiên, ở chương 673, Sato đã hôn Takagi sau khi anh bị trúng đạn và phải vào bệnh viện. Conan và các bạn biết chuyện giữa hai người nên đã khuyên Megure và vài người khác không vào phòng bệnh của Takagi (mặc dù sau đó đã chứng kiến tất cả khi hé cửa nhìn vào). Sau này, Sato và Takagi đã kết hôn với nhau.
Cô cũng rất quan tâm và tin tưởng các suy luận của Conan trong một số vụ án phức tạp và coi Conan như một thành viên trong đội cảnh sát điều tra.
- Lồng tiếng Việt: Huyền Trang

#### Takagi Wataru
Takagi Wataru (高木 渉 (Cao Mộc Thiệp)): Một nhân viên cảnh sát dưới quyền Megure. Anh có tình cảm với Sato và có vẻ vụng về trong việc biểu lộ tình cảm này. Trong vài tập sau đó, Takagi và Sato đã bắt đầu hẹn hò với nhau. Nhân vật này xuất hiện lần đầu tiên trong bộ truyện tranh ở tập 18 (chương 171). Takagi luôn xuất hiện trong bộ dạng lúng túng và vụng về, nhưng thực tế trong các vụ án anh không bối rối như vẻ bề ngoài. Takagi luôn nhận xét hiện trường một cách nhanh chóng và khi cần thiết có thể hành động một cách dứt khoát và dũng cảm. Đôi khi anh cũng chú ý hay nghi ngờ về khả năng và những bí mật của Conan. Takagi đôi khi để ý nhiều đến Conan trong lúc điều tra vụ án, đặc biệt ở đoạn cuối tập 36 (chương 304), khi Conan muốn gỡ quả bom hẹn giờ. Giống với Sato, anh nghĩ Conan là một cậu bé lạ thường nhưng luôn tin tưởng những suy luận của cậu. Ở chương 304, khi Conan và Takagi nói chuyện về quả bom hẹn giờ, anh đã hỏi Conan: "Thực sự thì cháu là ai?" và Conan đã đáp rằng cậu sẽ tiết lộ với Takagi nhưng chỉ khi đã ở thế giới bên kia.
- Tên của nhân vật này được đặt theo chính tên của diễn viên lồng tiếng Takagi Wataru. Lồng tiếng Anh cho nhân vật này là Doug Burks. Lồng tiếng Việt: Trường Tân (112 tập đầu) và Quang Tuyên (từ tập 113).
- Sự ra đời của Takagi cũng có thể xem là một "sự cố", vì trong khi lồng tiếng cho anime, seiyu của thanh tra Megure đã hỏi seiyu của Takagi rằng tên nhân vật ông lồng tiếng là gì. Tưởng rằng đồng nghiệp hỏi tên mình là gì, ông đã trả lời "Takagi", và từ đó, cái tên Takagi Wataru đã vô tình trở thành tên chính thức của nhân vật này.

#### Miyamoto Yumi
Miyamoto Yumi (宮本 由美 (Cung Bản Do Mĩ)): Một nữ cảnh sát giao thông rất cá tính, là bạn thân của Sato và Takagi. Cô là người luôn bày mưu cho Takagi tiếp cận và ngỏ lời với Sato. Yumi cũng được biết rằng đồng nghiệp của mình, Miike Naeko chính là bạn thời thơ ấu đồng thời cũng là mối tình đầu của Chiba - một người đồng nghiệp khác nên đã vô cùng bất mãn với anh khi không nhận ra Miike. Cô là một người nghịch ngợm và vui tính và đang sống chung với bạn trai là Danh nhân Shogi Haneda Shukichi.
- Lồng tiếng Việt: Tuyết Nhung

#### Chiba Kazunobu
Chiba Kazunobu (千葉 一伸 (Thiên Diệp Nhất Thân)): Đồng nghiệp và là bạn thân của Takagi. Anh luôn ủng hộ mối quan hệ của Takagi và Sato. Chiba có thân hình to béo và căn phòng của anh thì luôn luộm thuộm. Với những điều đó, anh khó kiếm được một cô bạn gái nào. Tuy nhiên, Chiba luôn nhớ tới mối tình đầu thuở nhỏ của mình là Miike Naeko, người hiện tại là một cảnh sát giao thông cấp dưới của Yumi. Anh đã nhiều lần gặp Miike nhưng không nhớ cô mà chỉ có cảm giác rất quen thuộc. Chỉ đến tập 96, sau khi giải cứu Miike khỏi tên thủ phạm gây ra vụ sát hại hàng loạt các nữ cảnh sát, Chiba mới nhận ra cô là ai.
- Lồng tiếng Việt: Chơn Nhơn

#### Miike Naeko
Cô là nhân viên ở cục cảnh sát giao thông và cô cũng là mối tình đầu của Chiba. Trước đây cô làm việc ở sở cảnh sát Haido, về sau chuyển sang Tokyo và trở thành cấp dưới của Miyamoto Yumi. Miike khá dễ thương, trước kia là người đã giúp đỡ Chiba rất nhiều. Đôi khi cô gợi ý cho Chiba để anh nhớ ra mình nhưng đều không thành công. Ở tập 89, khi thấy Chiba bị các cô cảnh sát ở cục giao thông chế giễu vì ngoại hình quá khổ, Miike dưới bí danh là "Người hâm mộ đầu tiên của anh trong vũ trụ" đã gửi cho Chiba những tài liệu có ích để giúp anh giảm cân. Cuối cùng, Chiba đã giảm cân thành công và trở nên điển trai hơn. Miike khi nghe thấy các cô cảnh sát bắt đầu để ý tới Chiba và thậm chí còn định theo đuổi anh, cô liền gửi một lô chocolate cho Chiba và anh lại trở lại thân hình to béo như cũ.

#### Shiratori Ninzaburō
Shiratori Ninzaburō (白鳥 任三郎 (Bạch Điểu Nhậm Tam Lang)): Thanh tra cảnh sát cấp bậc 6 (警部 Keibu) của Sở cảnh sát Tokyo. Shiratori xuất thân từ một gia đình danh giá và luôn tỏ ra tự cao tự đại. Anh luôn theo đuổi Satō Miwako nhưng không được cô đáp lại. Shiratori ban đầu là người đứng đầu trong nhóm những kẻ phá đám Satō và Takagi. Thế nhưng, sau khi thấy Satō và Takagi hôn nhau trong bệnh viện (chương 673), anh đã không còn sự ghen tức thường ngày mà thực sự cảm thấy buồn.
Chương 687 nói về ký ức ngày bé của Shiratori và đề cập đến lý do vì sao Shiratori lại yêu Satō. Hồi còn nhỏ ước mơ của anh là học luật, nhưng một hôm khi đi mua sách tham khảo trong hiệu sách, anh đã bắt gặp một cô bé bắt quả tang hai tên trộm sách và bị chúng xô ngã. Shiratori đã ra mặt và khiến họ phải trả lại sách cho cửa hàng. Sau đó cô bé kia đã tặng Shiratori một cốc Coca để trả ơn, trên đó có một vòng hoa anh đào làm bằng giấy gói ống hút. Cô bé giải thích rằng hoa anh đào là biểu tượng của cảnh sát Nhật Bản và là loài hoa của công lý, tượng trưng cho sự quyết tâm, lòng tốt, và sự oai nghiêm. Vì thế mà Shiratori đã thay đổi suy nghĩ và trở thành một cảnh sát.
Ở sở cảnh sát Tokyo, anh đã gặp một người rất giống có bé đó là Satō. Anh cho rằng việc gặp lại cô bé năm xưa có nghĩa đó là cô gái của đời anh. Tuy nhiên sau đó Shiratori phát hiện ra rằng Satō không phải là cô bé năm xưa, mà là cô giáo Kobayashi Sumiko dạy lớp 1B của nhóm Conan, một người có ngoại hình rất giống Satō. Hiện giờ Shiratori và cô giáo Kobayashi đang hẹn hò.
- Lồng tiếng Việt: Tuấn Anh

#### Matsuda Jinpei
Matsuda Jinpei (松田 陣平 (Tùng Điền Trận Bình)): Một cảnh sát được chuyển từ đội gỡ bom tới phòng điều tra số 1. Satō Miwako khi ấy là hạ sĩ đã được ông Megure giao cho trách nhiệm chỉ dẫn công việc cho Matsuda. Anh là một người, theo như quan sát ban đầu, khá luộm thuộm và không tôn trọng người khác. Do vậy mà Sato và Matsuda luôn không hòa hợp với nhau và cô thì luôn càu nhàu anh. Thực ra, lý do mà anh được chuyển đến đội hình sự là vì muốn trả thù cho một người bạn của mình. Matsuda là một người thông minh và rất nhanh nhạy. Trong một lần thực hiên nhiệm vụ, để tìm được ra quả bom cuối mà anh đã hi sinh. Trước khi chết, vào lúc 11 giờ 59 phút ngày 7 tháng 11, anh đã gửi cho Sato một tin nhắn nói rằng: "Tôi cũng thích cô phết đấy".
- Nhân vật này được tác giả lấy cảm hứng từ diễn viên nổi tiếng Matsuda Yusaku.

#### Matsumoto Kiyonaga
Matsumoto Kiyonaga (松本 清長 (Tòng Bổn Thanh Trường)): Là trưởng phòng điều tra hình sự số 1 thuộc bộ phận điều tra hình sự của Sở cảnh sát Tokyo và là sĩ quan cảnh sát cấp bậc 5 (警視, Keishi, cảnh thị). Ông xuất hiện lần đầu vào đám cưới con gái mình là Sayuri, cô giáo dạy nhạc thời trung học cơ sở của Shinichi, Ran và Sonoko và đã xuất hiện thêm nhiều lần trong cả anime và movie. Vết sẹo trên mặt ông là do hung thủ đã để lại trong lúc giằng co thanh kiếm hung khí 20 năm về trước. Cũng trong vụ án đó, bạn ông đã thiệt mạng vì cố ngăn hắn lái xe chạy trốn. Chính vì vậy mà ông quyết tâm tìm ra hung thủ, điều này được nhắc đến trong chương 670.

#### Odagiri Toshirō
Ông là thủ trưởng Bộ phận điều tra hình sự, cảnh sát Tokyo với cấp bậc 3 (警視長, Keishi-chō). Ông chỉ xuất hiện trong movie.

#### Kuroda Hyoe
Trước kia, ông thuộc Sở cảnh sát Nagano. Sau khi tình cờ gặp Conan trong một vụ án, ông được thuyên chuyển sang Sở cảnh sát Tokyo với chức Tổ trưởng Tổ điều tra số 1, thay thế Matsumoto Kiyonaga. Là một người cao lớn với mái tóc bạc, mắt phải của ông bị hỏng và không nhìn được, được cho là di chứng từ một vụ tai nạn trong quá khứ. Đó chính là lúc ông chở Rachel Asaka đi sau khi Amanda Hughes và Haneda Koji bị giết thì bị một lái xe tải say rượu tông phải. Vẻ bề ngoài của ông thường khiến đối phương cảm thấy sợ hãi. Conan đang có nghi ngờ về việc ông và Rum - nhân vật quyền lực thứ hai trong Tổ chức Áo đen - là cùng một người, nhưng hóa ra điều này là không chính xác. Ông là chỉ huy trực tiếp của Furuya Rei và Iori Muga trong Cục Cảnh sát Quốc gia.

### Sở Cảnh sát Osaka
Hattori Heizo
Hattori Heizō (服部 平蔵 (Phục Bộ Bình Tạng)?): Cảnh sát trưởng Sở Cảnh sát Osaka (chi tiết đã có ở trên phần Nhà Hattori)

#### Tōyama Ginshirō
Tōyama Ginshirō (遠山 銀司郎 (Viễn Sơn Ngân Tư Lang)): là Bộ trưởng Hình sự Osaka với cấp bậc 4 (警視正, keishi-sei) và là cha của Kazuha. Ông là bạn thân lâu năm với Hattori Heizo, cha của Heiji và cũng là thuộc cấp của ông.

#### Otaki Goro
Ōtaki Gorō (大滝 悟郎 (Đại Lang Ngộ Lang)): Người luôn nhắc nhở và bảo vệ Heiji.

### Sở cảnh sát Nagano

#### Yamato Kansuke
Yamato Kansuke (大和 敢助 (Đại Hòa Cảm Trợ)): Thanh tra, cảnh sát hình sự của tỉnh Nagano. Cái tên và ngoại hình của nhân vật này dựa theo quân sư Yamamoto Kansuke. Anh luôn lạnh lùng với mọi người, ăn nói hơi cục cằn và ưa dùng từ nguy hiểm. Sau một tai nạn tuyết lở, Kansuke đã bị mất con mắt trái và thay vào đó là một vết sẹo lớn hình chữ X. Cũng chính tai nạn đó đã gây tổn thương nghiêm trọng cho bên chân trái của anh, khiến anh luôn phải dùng nạng để đi lại. Kansuke là bạn thuở nhỏ của Uehara Yui, đã lớn lên cùng và có ít nhiều tình cảm với cô. Anh cũng đã là bạn từ lâu với Morofushi Takaaki.
Dù đang chịu thương tích kể trên, Kansuke vẫn rất giỏi chiến đấu và hành đông hăng hái. Khi là người đầu tiên tới hiện trường các vụ án nạn nhân treo cổ, anh ngay lập tức đưa nạn nhân xuống với hy vọng nạn nhân còn sống, bất chấp việc có thể để lại dấu vết khiến mình bị tình nghi.

#### Uehara Yui
Uehara Yui (上原 由衣 (Thượng Nguyên Do Y)): Cảnh sát hình sự tỉnh Nagano, cấp dưới của Yamato Kansuke. Hai người là bạn từ thuở nhỏ, phải lòng nhau và đều ngưỡng mộ vị cảnh sát Kuroto Kai, người sau này được xác định là bị sát hại trong vụ án Phong Lâm Hỏa Sơn. Lúc đầu cả hai người đều là cảnh sát nhưng sau khi Kansuke mất tích trong vụ lở tuyết và được cho là đã thiệt mạng, Uehara bỏ nghề để đi lấy chồng nhằm tìm manh mối. Nhưng sau khi vụ án đó được giải quyết, cô đã quay lại ngành theo lời mời của Kansuke. Chồng cô, Torada Yoshiro đã bị hung thủ của vụ án kể trên bỏ mặc cho chết sau khi bị thương bởi một cơn lốc xoáy.

#### Morofushi Takaaki
Morofushi là bạn từ nhỏ của Yamato Kansuke, cả hai từng học tiểu học và trung học cùng nhau, và sau này cùng là thanh tra, cảnh sát hình sự của tỉnh Nagano. Anh có biệt hiệu là Khổng Minh vì có tên trùng chữ. Anh là người có tính khí điềm đạm và hay sử dụng danh ngôn để đối đáp, trái ngược hoàn toàn với bạn mình. Hai người thường xuyên khắc khẩu với nhau sau khi Kansuke suy luận sai còn Takaaki khẳng định đúng ở phần đầu vụ án Cô gái Đỏ. Takaaki thường không để ý tới mọi người khi đang tập trung làm việc và đôi khi còn phá vỡ quyền hạn của mình để cố gắng giải quyết vụ án. Một lần trong số đó là việc anh tìm thấy Kansuke bị thương trong bệnh viện sau vụ lở tuyết, nhưng điều này khiến anh bị giáng chức. Sau này, khi Kansuke ngầm nhờ Conan giúp bạn mình phá một vụ án để được phục chức, Takaaki vì tự trọng nên đã từ chối, và về sau đã được phục chức bằng thực lực của mình.
Trong tập 96, anh được tiết lộ là anh trai của Scotch, cựu thành viên của Tổ chức Áo đen có tên thật là Morofushi Hiromitsu. Anh đã nhận di vật của em mình trong bưu phẩm Furuya Rei gửi đến, là chiếc điện thoại thông minh dính máu và thủng một lỗ đạn của Hiromitsu, từ đó lờ mờ đoán ra là cậu đã mất khi làm nhiệm vụ.

### Các sĩ quan cảnh sát khác

#### Yokomizo Sango
Yokomizo Sango (横溝 参悟 (Hoành Câu Sâm Ngộ)): Một thanh tra đã cùng ông Mori với sự giúp đỡ của Conan phá nhiều vụ án. Anh là một người hâm mộ cuồng nhiệt của Mori Kogoro. Giống như Sato, Yokomizo cũng rất tin tưởng các suy luận của Conan. Anh là một người thân thiện và vui vẻ.

#### Yokomizo Jūgo
Yokomizo Jūgo (横溝 重悟 (Hoành Câu Trọng Ngộ)): Em trai sinh đôi của thanh tra Yokomizo Sango. Anh thường hay cáu gắt, trái ngược hoàn toàn với anh trai mình. Tuy nhiên anh là người rất chu đáo và quan tâm tới người khác, mặc cho vẻ ngoài cọc cằn của mình. Trong phần cuối của series "Golden Apple", anh đã tức tốc lái xe cảnh sát đến bệnh viện gần nhất sau khi Ran ngất đi vì sốt cao. Trong chap 858, khi tên hung thủ buông những lời coi thường phụ nữ vô cùng cay độc, anh đã cho hắn một cước vào mặt mà không phải chờ đến lượt Ran và Sera ra tay.

#### Yamamura Misao
Yamamura Misao (山村 ミサオ (Sơn Thôn Misao)): Thanh tra của Sở cảnh sát tỉnh Gunma. Anh là một người khá ngốc nghếch và không ai hiểu vì sao anh lại làm được cảnh sát vì Yamamura luôn tin vào những thứ thần thánh, ngốc nghếch, không có thật. Yamamura Misao xuất hiện lần đầu ở chương 136 và được thăng chức làm thanh tra trong movie 13. Mọi người gán anh với biệt danh "Thanh tra gà mờ". Chương 1082 tiết lộ Yamamura là bạn thuở nhỏ với Morofushi Hiromitsu, và họ đã nuôi ước mơ trở thành cảnh sát vì cùng thích Kamen Yaiba (nhân vật hoạt hình ăn theo Kamen Rider).

#### Nakamori Ginzō

Nakamori Ginzō (中森 銀三 (Trung Sâm Ngân Tam)): Thanh tra thuộc cơ quan điều tra tội phạm bộ phận 2, Sở cảnh sát Tokyo và là người luôn chỉ huy các vụ lùng bắt Kaito Kid. Ông có ngoại hình khá giống Mori Kogoro nhưng thấp hơn và hay khắc khẩu với vị thám tử này. Nakamori luôn thất bại trước Kaito Kid nhưng ông chưa bao giờ từ bỏ ý định truy bắt tên siêu trộm suốt 20 năm từ khi mới xuất hiện. Lồng tiếng Nhật cho nhân vật này là Ishizuka Unshou và lồng tiếng tiếng Anh là Jay Jones.

#### Chiyaki Shintarō
Chiyaki Shitarō (茶木 慎太郎 (Trà Mộc Thận Thái Lang)): Sĩ quan cảnh sát cấp 5 (警視 Keishi) thuộc cơ quan điều tra tội phạm bộ phận 2, Sở cảnh sát Tokyo và là cấp trên trực tiếp của thanh tra Nakamori.

#### Yuminaga
Chỉ huy đội cảnh sát cứu hỏa Tokyo và là cấp trên trực tiếp của thám tử Mori Kogoro khi ông còn thuộc đội cảnh sát cứu hỏa (do ông Mori khởi nghiệp là cảnh sát cứu hỏa rồi chuyển sang bộ phận hình sự). Ông luôn tin tưởng các suy luận của Conan.

#### Satō Masayoshi
Satō Masayoshi (佐藤 正義 (Tá Đằng Chính Nghĩa)): Cha của Sato Miwako. Ông vốn là một sĩ quan cảnh sát cấp 4 và là cựu Thủ trưởng cơ quan cảnh sát điều tra của Sở cảnh sát Tokyo, vị trí này hiện tại thuộc về Toshiro Odagiri. Ông đã hy sinh khi làm nhiệm vụ lúc con gái mình 6 tuổi.

#### Furuya Rei / Bourbon / Amuro Tooru / Zero
Furuya Rei (降谷 零 (Hàng Cốc Linh) Furuya Rei) là một gián điệp thâm nhập Tổ chức áo đen. Thành viên được coi là kẻ siêu tài năng trong việc điều tra và thu thập tin tức và đặc biệt là rất giỏi trong khoản ẩn mình che giấu thấu thân phận. Anh là người nguy hiểm, thông minh. Khác với Gin, Bourbon không hề lạnh lùng và cũng không bao giờ lạm dụng vũ lực. Anh nhận làm "đồ đệ" của thám tử Mori Kogoro và gọi ông là "sư phụ". Anh cũng làm cho nhà hàng Poirot. Bourbon chính là Amuro Tooru (安室 透). Thực ra, Amuro là nhân viên tình báo cho Cục Cảnh sát mật Quốc gia, có tên thật là Furuya Rei (降谷 零) và còn có biệt danh là Zero. Anh có một mối thù với Akai Shuichi, vì hiểu lầm rằng Akai đã giết chết Scotch - bạn thân của anh, mà thực ra là Scotch đã tự sát.
Ngay sau cái chết (giả) của Akai Shuichi, Kir gọi cho Jodie Starling để báo rằng, Tổ chức đã phái một thành viên mới với mật danh Bourbon. Theo Kir, mục tiêu của hắn là Haibara Ai (nhà khoa học) đã trốn thoát khỏi tổ chức. Bourbon là một nhân viên tình báo chuyên nghiệp với khả năng thu thập thông tin và điều tra rất tuyệt vời. Sau đó, Bourbon xuất hiện thành Tooru Amuro - một thám tử tự do và làm việc bán thời gian tại quán Ristorante Sundayrino. Sau khi được giới thiệu, anh chuyển sang bồi bàn tại quán cà phê Poirot và là học trò của Kogoro. Và thực sự thì anh cũng là một điệp viên của Cục Cảnh sát Quốc gia, đang xâm nhập vào Tổ chức Áo Đen.
Rei là một người vui vẻ, hòa đồng và hào phóng, khi mua một đĩa bánh sandwich về văn phòng thám tử Mori. Trong những vụ án, anh tỏ ra là một người biết kiên nhẫn, luôn giữ bình tĩnh ngay cả khi bị lợi dụng. Mặc dù có phong cách lạnh lùng, nhưng anh cũng thường bộc lộ cảm xúc mà không che giấu gì nhiều. Giống như những thám tử khác, anh rất thích đưa ra những suy luận của mình trong các vụ án.
Noriya và Toru Amuro được đặt theo tên của Amuro Rai và Toru Furuya, nhân vật trong Mobile Suit Gundam. Bí danh tổ chức của anh bắt nguồn từ loại rượu whisky cùng tên của Mỹ.

#### Morofushi Hiromitsu / Scotch
Gián điệp ngầm của Phòng công an thuộc Sở cảnh sát Tokyo. Là bạn thân của Furuya Rei từ trước khi hai người còn trong trường cảnh sát, anh cũng ẩn thân trong Tổ chức Áo Đen để thu thập thông tin về Tổ chức. Anh đã tự sát trước khi thân phận gián điệp của anh bị bại lộ. Ở tập 96, tên thật của Scotch là Morofushi Hiromitsu được tiết lộ, đồng nghĩa với việc anh là em trai của thanh tra Morofushi Takaaki. Cái chết của anh vô tình lại là nguyên nhân gây ra mâu thuẫn giữa Akai Shuichi và Furuya Rei cho đến tận bây giờ. Khi tự sát, anh bắn xuyên qua chiếc điện thoại của mình để Rei không bị liên lụy. Chính tiếng bước chân của Rei khiến Akai mất tập trung trong giây lát và không kịp ngăn anh tự tử.

## Tổ chức Áo Đen
Tổ chức Áo Đen là thế lực phản diện trong truyện tranh Thám tử lừng danh Conan. Đây là một tổ chức mafia giết người không ghê tay và chuyên thực hiện các âm mưu khủng bố. Chúng thực hiện vô số tội ác dưới nhiều hình thức như tống tiền, cướp, bắt cóc cho tới ám sát. Tổ chức này có ảnh hưởng đến nền chính trị Nhật Bản. Tất cả các thành viên cấp cao thuộc Tổ chức đều có bí danh là tên của những thức uống có cồn, thân thế của chúng đều không rõ lai lịch. Trong tập 53, Gin đã đề cập đến đến chuyện này. Theo Tổ chức Áo đen thì chỉ có duy nhất "Viên đạn Bạc" -  Akai Shuichi mới có thể tiêu diệt chúng. Tuy nhiên, Gin tự tin rằng không thể có ai làm gì được Tổ chức, còn Vermouth nghĩ rằng Conan/Shinichi là "Viên đạn Bạc" thứ hai. Các thành viên trong Tổ chức rất trung thành với Ông Trùm mà chúng hay gọi là "Anokata" - "Ngài ấy". Chúng có thể giết đồng đội hoặc thậm chí tự sát (như Calvados và Kusuda Rikumichi) để bảo vệ bí mật của Tổ chức. Tổ chức này đã và đang hoạt động tại ba nước: Nhật Bản, Hoa Kỳ và Anh, vì vậy nó hiện là mục tiêu truy lùng của các cơ quan điều tra đến từ ba quốc gia nói trên: Cục Cảnh sát Quốc gia, Cục Điều tra Liên bang, Cơ quan Tình báo Trung ương (Hoa Kỳ) và Cục Tình báo mật. Nhưng một trong những lý do mà Tổ chức Áo Đen vẫn đứng vững là vì các cơ quan kể trên chưa hợp tác với nhau (trừ liên lạc đơn lẻ giữa điệp viên CIA Mizunashi Rena với FBI), thậm chí FBI đang hoạt động không phép tại Nhật Bản.

#### Gin
Gin (ジン Jin) (bí danh khác được đề cập trong anime: Jin Kurosawa): Một thành viên cao cấp và vô cùng nguy hiểm và trong Tổ chức Áo đen". Chưa rõ ngày tháng năm sinh của Gin. Anh là người đã tấn công và đầu độc Kudo Shinichi với APTX-4869, loại thuốc làm cơ thể của Shinichi teo nhỏ lại thành Edogawa Conan. Gin là người thuận tay trái. Gin thường để Vodka lái chiếc xe hơi Bản mẫu:Porsche 356A.
Là con người máu lạnh và nhẫn tâm, Gin không bao giờ nhớ tên những nạn nhân mà hắn đã sát hại. Gin có dáng vẻ cao lớn, chuyên vận đồ đen và che đôi mắt xanh lá cây của mình bằng một chiếc mũ phớt đen với mái tóc dài bạc phủ bên dưới. Ngoại hình của Gin thay đổi xuyên suốt bộ truyện. Đầu truyện, tóc của Gin màu nâu sáng. Ngoài ra, phần mái ở phía trước luôn trải dọc xuống mũi. Trong những series kế tiếp, tóc của Gin trở thành màu vàng óng, và mái ở phía trước không trải dọc xuống mũi nữa. Hắn luôn truy tìm và nuôi ý định bắt Haibara Ai, người được xem là kẻ phản bội Tổ chức. Gin luôn xuất hiện với một thành viên thấp hơn, Vodka, người dường như chỉ đóng vai trò có mặt và thực hiện theo sự chỉ huy của Gin mặc dù Vodka đã làm việc một mình trong vụ án Dark Contact. Vị trí của Vodka được cho là thấp hơn Gin vì Vodka hay gọi Gin là "Aniki" (đại ca). Mặc dù là một người máu lạnh, nhưng Gin có một sự tôn trọng tương đối đối với các thành viên trong nhóm của mình bao gồm Vodka, Vermouth (khi cô ta thuyết phục Gin ngừng truy sát Conan và Mori Kogoro), và Kir (Gin đã quyết định không giết bất cứ người nào trong bệnh viện khi Kir yêu cầu hắn đừng làm). Vì Gin là một người có cấp bậc khá cao nên anh thường chỉ huy các kế hoạch cho tổ chức. Với đầu óc nhạy bén, tỉnh táo và hiệu quả và bản tính dứt khoát hắn có thể đánh hơi bất cứ cái bẫy nào có thể khiến Vodka dễ dàng rơi vào. Gin chuyên đảm đương nhiệm vụ truy sát những kẻ phản bội tổ chức, nhưng Sherry (bí danh của Haibara trong Tổ chức) lại trở thành trở ngại rất lớn đối với Gin do sự trợ giúp của Conan.
Đối thủ không đội trời chung của Gin là Akai Shuichi. Gin nhận xét rằng Shuichi là một đối thủ nguy hiểm, dù hắn tự tin rằng không có "Viên đạn bạc" nào hạ gục được Tổ chức. File 599 đã tiết lộ rằng mối thù giữa Gin và Akai trở nên căng thẳng hơn sau khi Gin giết Miyano Akemi, chị của Haibara và cũng là người mà Akai yêu. Gin cũng trở nên căm ghét Akai hơn sau tập 49. Lúc đó, Akai và Gin đã đấu súng bắn tỉa. Akai đã bắn xuyên qua ống ngắm của Gin và để lại một vết sẹo ở quần mắt bên trái của Gin. Ngoài ra, Gin và Haibara còn có một số quan hệ cá nhân trong vụ án "Gin và Sherry", dù chưa rõ vì sao hắn thường nghĩ tới hình ảnh cô khỏa thân. Gin và Vermouth là hai đối thủ khó xơi nhất đối với Conan. Họ có thể khống chế hoặc phản tác dụng ảnh hưởng của đồng hồ gây mê, vũ khí mà Conan ưng ý nhất ngoài trái banh ra. Gin còn sở hữu sức chịu đựng đáng gờm khi là người duy nhất không ngất xỉu ngay vì kim gây mê. Hắn còn nhanh trí bắn vào bên kia cánh tay bị trúng kim để đẩy kim ra và dừng tác dụng của thuốc mê. Gin và Vodka xuất hiện lần đầu trong tập 1 sau khi chứng kiến Kudo Shinichi phá vụ mưu sát trên tàu điện. Khi Shinichi phát hiện Vodka đang tống tiền một giám đốc, Gin đã dùng một cái gậy kim loại để đánh bất tỉnh Shinichi trước khi cho cậu uống một loại thuốc mới của Tổ chức là APTX 4869. Thuốc này trên giả thuyết đã mưu sát Shinichi mà không để lại một vết tích nào, nhưng thay vào đó, Shinichi lại bị teo nhỏ lại thành Edogawa Conan. Gin và Vodka lại xuất hiện lần nữa với mục đích đoạt lấy tiền từ một thành viên của Tổ chức là Miyano Akemi, người đã cải trang và hoạt động dưới cái tên Hirota Masami. Khi Akemi yêu cầu Gin trao trả tự do cho mình và em gái (Haibara), Gin đã yêu cầu cô phải giả danh để đi cướp ngân hàng. Nhưng sau đó, Gin đã trở mặt và nã súng vào Akemi. Gin đã lừa Akemi sát hại một thành viên khác bằng cách dụ tên đó uống thuốc độc. Trong anime thì chương manga này bị thay đổi, thay vì Akemi phải chết trong manga thì cô lại sống sót trong anime sau khi bị bắn.
Trong tập 12, Shinichi / Conan khám phá ra một thành viên khác của Tổ chức Áo đen có bí danh là Tequila, người đã bị giết trong vụ nổ bom trước khi Conan có thể lấy thông tin. Gin và Vodka sau đó lại tiếp tục trao đổi với một thành viên của công ty game Mantendo để mua bản danh sách có tên của những lập trình viên có tài dẫn đến vụ án quán bar bị nổ. Trong tập 128 (manga) Gin và Vodka lên kế hoạch trị giá một tỉ yen. Conan đã cản cả hai thực hiện kế hoạch đó, nhưng họ đã trốn thoát trước khi Conan kịp truy bắt. Gin và Vodka xuất hiện lần nữa trong tập 176-78, khi Pisco bắt Haibara Ai và giam giữ cô trong hầm chứa rượu, nơi cô đã uống rượu Bạch Càn Nhi và trở lại hình dạng trưởng thành. Gin đã bắn trượt Haibara khi họ gặp nhau trên sân thượng nhưng Conan đã đến giải cứu cô kịp thời. Lợi dụng trong lúc Gin đang choáng váng do mũi kim gây mê, Conan và Haibara đã kịp trốn thoát qua ống khói. Kết quả là Pisco bị Gin giết chết vì thất bại trong nhiệm vụ trước khi kịp nói cho Gin biết Sherry chính là Haibara.
Trong tập 309-311, Conan đã sắp xếp một cuộc gặp gỡ với Vodka để điều tra tung tích của Tổ chức. Tuy nhiên, Gin đã đến và phát giác đó là một cái bẫy, sau đó cả hai bỏ trốn. Trong episode 425, Gin thuê Chianti và Kir để ám sát một nhà chính trị nhưng thất bại do sự can thiệp của FBI. Trong sự xuất hiện gần đây nhất (tập 606), đối thủ không đội trời chung của y là Akai Shuichi đã bị Rena Mizunashi giết dưới mệnh lệnh của Gin để chứng tỏ lòng trung thành của cô với Tổ chức. Hiện tại, Gin và Vodka đang nghi ngờ Conan / Shinichi chính là người đứng đằng sau những kế hoạch nhằm chống phá họ. Vũ khí Gin thường dùng là một khẩu súng lục tự nạp đạn (Beretta 92FS), mặc dù trong truyện hắn sử dụng viên thuốc nhiều hơn.

#### Vodka
Vodka (ウォッカ Wokka): Một thành viên của Tổ chức Áo đen, luôn kề cận Gin. Vodka có dáng người thấp bé, đội mũ phớt hơi giống đại ca của mình, đeo kính râm đen và mặc một bộ com lê. Không giống Gin và các thành viên chủ chốt khác, hắn rất chậm chạp và dễ bị lừa. Nếu không đi cùng Gin, có lẽ  đã bị FBI bắt giữ từ những lần trước. Bù lại Vodka luôn dành cho Gin một sự kính trọng tuyệt đối, trung thành với Tổ chức nói chung và Gin nói riêng.

#### Sharon Vineyard / Chris Vineyard / Vermouth
Sharon Vineyard (シャロン・ヴィンヤード Sharon Vin'yādo), Chris Vineyard (クリス・ヴィンヤード Kurisu Vin'yādo) hay Vermouth (ベルモット Berumotto): Một thành viên cao cấp của Tổ chức Áo đen. Cô là thiên tài về kỹ thuật hoá trang và có thể giả giọng của bất kỳ ai mà không cần nhờ đến bất kỳ thiết bị nào giống như Siêu trộm Kid. Sharon Vineyard và Kudo Yukiko từng là bạn thân và đồng nghiệp, cả hai đều cùng theo học thuật hóa trang của Kuroba Toichi. Nhân vật này cũng là một thành viên nguy hiểm trong Tổ chức Áo đen với bí danh "Vermouth" (ベルモット Berumotto). Tuy cô ta và mẹ Shinichi từng là chị em thân thiết, nhưng chỉ cần Tổ chức ra lệnh, cô ta sẽ không màng quan hệ mà sẵn sàng ra tay giết hại bất kì ai. Trong chap 1060, sau khi đội lốt Kaito Kid đến nhà Kudo để trả ơn vì được Yusaku minh oan, cô ta đã khẳng định rằng sẽ thật sự giết ông nếu cần thiết, vì ông chính là mối đe dọa đối với Tổ chức trong tương lai. Hai sinh mạng duy nhất trên cõi đời này mà cô ta bảo bọc và che chở, có lẽ chỉ có Ran và Shinichi.
Quá khứ của Vermouth không được nhắc đến và người ta cũng không biết được lý do vì sao cô ta không hề già đi theo thời gian (có thể là do tác dụng của loại thuốc Siver Bullet thuốc tiền thân của APTX 4869). Không rõ cô ta đã ở trong Tổ chức bao lâu, nhưng bằng thuật hóa trang thiên tài, Vermouth đã sống với hai thân phận: nữ diễn viên Sharon Vineyard và đứa con gái của Sharon là Chris Vineyard. Sau "cái chết" của Sharon, hiện giờ cô ta sống với tư cách "Chris" và tiếp tục phục vụ Tổ chức. Tuy nhiên trong một cuộc phỏng vấn, tác giả đã xác nhận những thông tin mà Sharon tung ra đều là giả. Trong đó bao gồm việc cha mẹ cô chết cháy vào ngày cô ra mắt màn ảnh, chồng cô lâm bệnh nặng rồi mất sau ngày cô nhận giải Oscar, con gái Chris thì mượn danh mẹ mà nổi tiếng một cách dễ dàng. Cả việc Chris hóa tranh thành chồng Vermouth rồi xuất hiện trước mặt mẹ khi bà đang viếng mộ chồng cũng được cho là giả. Suy ra chuyện hai mẹ con đã 10 năm chưa gặp cũng là thông tin không chính thống.
Nhiệm vụ chính của Vermouth là thủ tiêu Sherry (Miyano Shiho/ Haibara Ai hiện tại), người đã phản bội Tổ chức. Tuy nhiên, mọi kế hoạch của cô ta đều bị ngăn chặn bởi FBI và đặc biệt là Edogawa Conan. Vermouth đã sớm biết được danh tính thực của cậu và Haibara cũng như tác dụng phụ của APTX 4869, nhưng không hề báo cáo lại với Tổ chức. Vermouth có một sự yêu thích đặc biệt với Mori Ran và Kudo Shinichi sau khi chứng kiến hai đứa ra tay cứu mạng cô trong lốt một tên ác quỷ đường phố. Nếu là cứu Vermouth trong lốt Sharon Vineyard thì đã khác, đằng này hai đứa sẵn sàng cứu giúp một tên sát nhân, mặc cho sau đó hắn hoàn toàn có khả năng thủ tiêu cả hai để bịt đầu mối. Biệt danh mà cô ta thường gọi Ran là "Angel", còn với Shinichi là "Silver Bullet" (trước đây là "Cool guy"). Lý do quan trọng hơn khiến Vermouth bao che cho Shinichi, theo như Yukiko, là vì cậu đã phần nào nắm được liên hệ giữa cô ta với Itakura Suguru, lập trình viên đã mất bị Tổ chức ép viết một phần mềm phục vụ dự án hồi sinh người chết (thuốc ATPX 4869 là một trong những nỗ lực của dự án này).
Trong Tổ chức, cô ta đã đứng ngang hàng với những thành viên chủ chốt như Gin, Vodka. Đồng thời, Vermouth cũng là người được Ông trùm (あの方 anokata) tin tưởng, ưa thích. Vì vậy, dù có nhiều hành động khả nghi nhưng Vermouth vẫn được bỏ qua. Trước đây, Vermouth từng thích Gin nhưng hắn lại quá lạnh lùng, không bao giờ quan tâm đến chuyện tình cảm riêng tư nên những tình cảm này chỉ xuất phát từ phía Vermouth và chưa bao giờ được Gin đón nhận.
Vermouth đến nay đã xuất hiện ở lỗ khóa trên bìa sau của 4 tập: 26, 35, 78 và 90, nhiều nhất trong các nhân vật thuộc bộ truyện này.

#### Miyano Akemi / Hirota Masami
Miyano Akemi (宮野 明美 (Cung Dã Minh Mỹ)): Chị gái của Miyano Shiho / Haibara Ai/ Sherry và là một nghiên cứu viên quan trọng của Tổ chức Áo đen. Cô và em gái được Tổ chức đưa về từ trại mồ côi với mục đích để đào tạo thành tay chân đắc lực trong tương lai. Cha mẹ cô đều là thành viên của Tổ chức.
Xuất hiện lần đầu ở tập 2 với danh tính giả là Hirota Masami, Akemi tìm đến Mori Kogoro nhằm truy tìm tên đồng bọn trốn chạy trong phi vụ đánh cắp một tỷ yên của bộ ngân khố, do Tổ chức áo đen giao phó. Conan đã truy tìm cô, nhưng khi tìm được đến chỗ cô tại một cảng kho thì cậu phát hiện rằng cô đã bị Gin bắn. Trước khi chết, Akemi đã cho Conan biết chỗ cất giấu số tiền, và nghe cậu tiết lộ mình là Shinichi. Sau đó, khi cảnh sát cùng với Mori Ran đến nơi thì Akemi đã tắt thở. Người ta cho rằng Akemi đã tự sát vì hối hận và sự thật về cái chết của cô chỉ có mình Conan biết. Akemi vô cùng yêu quý và chăm lo cho em gái mình, cô có thể làm tất cả vì Shiho. Cô chấp nhận thực hiện vụ cướp cũng là vì muốn đưa Shiho thoát khỏi Tổ chức Áo đen, đến nỗi phải trả giá bằng mạng sống. Ngược lại, Shiho cũng vô cùng yêu quý người chị gái của mình, và vì cái chết của Akemi mà sự bất mãn vốn có đối với Tổ chức của cô càng thêm sâu đậm khiến cô quyết định trốn thoát. Akai Shuichi, vì muốn thâm nhập vào Tổ chức Áo đen nên đã tiếp cận và giả làm bạn trai của Akemi. Thế nhưng về sau, anh đã yêu cô thật lòng. Về phía Akemi, cô ngay từ đầu đã vô cùng yêu Akai và sẵn sàng hi sinh vì anh. Khi Akemi đã biết Akai là người của FBI, cô vẫn tha thứ cho anh. Khi Akai hỏi tại sao, cô chỉ khóc và nói: "Anh không thể tự mình đoán ra được sao?" Có lẽ, Akai đã hiểu được rằng Akemi yêu mình. Sau đó, trước khi thực hiện nhiệm vụ, Akemi đã gửi tin nhắn cho Akai và thổ lộ rằng cô rất yêu anh. Tin nhắn đó, đến giờ Akai vẫn giữ ngay cả khi cô đã lìa đời. Do sự sơ suất của đặc vụ André Camel, vỏ bọc nội gián của Akai đã bị lộ. Ngay lúc đó, anh hiểu rằng Akemi đang gặp nguy hiểm vì cô là người đã giới thiệu anh vào Tổ chức, nhưng vì nhiệm vụ, anh không thể gặp lại Akemi. Sau đó, hai chị em Akemi đã bị Tổ chức bắt giữ và đổi mọi địa chỉ liên lạc để dụ Akai lộ mặt. Nhưng Akai đã biết trước rằng đó là cái bẫy nên không xuất hiện. Cuối cùng, Tổ chức quyết định thủ tiêu Akemi. Chúng giao cho cô nhiệm vụ đánh cắp một tỷ yên của bộ ngân khố, với lời hứa rằng nếu thành công sẽ trả tự do cho cô và Shiho, còn nếu thất bại sẽ thanh trừng cả hai. Rốt cuộc, dù đã thành công nhưng bọn chúng vẫn không chịu thả Shiho với lý do cô là mắt xích quan trọng trong Tổ chức, còn Akemi thì bị bắn chết. Dù lớn lên trong Tổ chức Áo đen nhưng Akemi có một bản chất nhân hậu và trong sáng. Thửa bé, nụ cười của cô đã từng làm dịu đi nỗi hận thù của một kẻ sát nhân. Akai đã từng nhận xét rằng cô là một cô gái ngốc nghếch, dù luôn tỏ ra mạnh mẽ nhưng lại lặng lẽ khóc trong bóng tối. Đáng chú ý là, cả Akai và Haibara đều nói rằng trông cô rất giống Ran, về ngoại hình và tính cách. Ở tập 42 và 49, Haibara đã liên tưởng Ran với Akemi. Cũng chính vì lý do này mà ban đầu cô luôn tránh mặt Ran. Ở tập 37, Akai đã tình cờ gặp Conan và Ran. Lúc đó, anh đã nói "À... Lại gặp cô... cô lại khóc rồi... Lúc nào cũng khóc... Cô làm tôi nhớ đến một cô gái luôn tạo một khuôn mặt mạnh mẽ, rồi lại khóc sau lưng tôi... Một cô gái ngốc nghếch...". Cô gái trong câu nói của Akai, chính là Akemi. Trong thời gian gần đây, việc mẹ của Akai - bà Mary Sera hồi tưởng việc mình vị Vermouth ép uống APTX 4869 cũng vô tình tiết lộ rằng mẹ của Akemi, bà Miyano Elena và bà Mary Sera là chị em ruột. Điều đó cũng có nghĩa là Akemi thực ra là em gái họ của Shuichi - nhưng có vẻ như chưa một nhân vật nào nhận ra điều này cả.
- Trong anime, nhân vật này được lồng tiếng bởi Tamagawa Sakiko.

#### Miyano Atsushi
Cha của Miyano Akemi và Miyano Shiho, từng là thành viên của Tổ chức Áo đen. Ông bị cho là một tiến sĩ khoa học tâm thần, được Tổ chức yêu cầu chế tạo nhiều loại thuốc độc. Nhưng theo như nhận xét của tiến sĩ Agasa, ông Miyano là người dễ gần và yêu thích những phát minh của tiến sĩ. Tuy nhiên, ông cùng vợ là Elena đã chết trong khi làm thí nghiệm.

#### Miyano Elena
Mẹ của Miyano Akemi và Miyano Shiho, từng là thành viên của Tổ chức Áo đen. Bà là người Anh. Khi còn làm việc trong Tổ chức, người ta hay gọi bà là "Hell Angel", tức là thiên sứ địa ngục. Lý do bà được gọi như thế vì bà luôn trầm lặng, ít nói. Tuy nhiên, vì biết trước rằng mình sẽ chết khi ở trong Tổ chức nên bà đã ghi âm 20 cuộn băng chúc mừng sinh nhật cho Shiho cho đến năm 20 tuổi. Akemi đã giúp mẹ lén gửi số băng đó cho em gái. Ở cuối một cuộn băng, bà tiết lộ sự thật là mình đã tạo ra nguyên mẫu của ATPX 4869, mà khi đó được vợ chồng bà gọi là "Viên đạn bạc". Trước khi biết tới những cuộn băng này, tới lượt mình, Shiho đã hoàn thiện sản phẩm của mẹ mình mà không biết.

#### Chianti và Korn
Chianti: Chianti được giới thiệu là một tay bắn tỉa siêu hạng của Tổ chức Áo đen. Cô đã để lại ấn tượng sâu sắc với độc giả vì có hình xăm đuôi bướm dưới đôi mắt trái. Chianti rất ghét Vermouth vì ả đã để Calvados phải tự sát, trong khi Calvados là đồng đội của Chianti và Korn. Trái với Korn luôn trầm tĩnh và từ từ phán xét mọi việc, cô là một người khá nóng nảy. Cô sở hữu một chiếc xe đua thể thao Dodge Viper.
Korn: Giống với Chianti, Korn cũng là một tay bắn tỉa giỏi. Chianti và Korn hay làm việc cùng với nhau, hai người là một đôi tâm đầu ý hợp. Korn cũng rất ghét Vermouth vì Vermouth đã đứng nhìn Calvados - một thành viên của đội bắn tỉa chết mà không cứu. Korn thực sự là một kẻ nguy hiểm, nhưng hắn không biểu lộ điều đó ra ngoài. Hắn nhớ rõ mặt Camel trong lần được phái đi ám sát Rye - tức Akai Shuichi hồi còn trong Tổ Chức, theo chỉ thị của RUM. Trí nhớ của hắn có lẽ chỉ xếp sau Shukichi một bậc. Ngoài ra hắn còn để ý đến các chi tiết nhỏ nhặt rất kĩ lưỡng, nhưng khả năng ứng biến thì không nhanh nhẹn như thế. Trong chap 1063, khi Chianti đang lái xe điên cuồng để rượt đuổi Camel, hắn chỉ cần nhìn sơ qua là đã biết Camel đậu xe ngược với những chiếc xe khác trên đường (nhưng không nhắc ngay Chianti đang lái xe nên Camel thoát được). Những chi tiết này chứng tỏ Korn không hề tầm thường, mà ngược lại còn rất mưu mô nếu được tận dụng tối đa các kỹ năng.

#### Tequila
Ông ta đã bị giết trong một vụ đánh bom mà hung thủ ra tay với nhầm người. Ông làm việc trong bộ phận bên ngoài về các nhiệm vụ liên quan đến phát triển phần mềm máy tính, có lẽ bằng cách tuyển dụng, xử lý và thực hiện trao đổi với các lập trình viên, mà một trong số đó là Itakura Suguru.

#### Masuyama Kenzō / Pisco
Masuyama Kenzō (枡山 憲三 (Thanh San Hiến Tam)), bí danh Pisco (ピスコ Pisuko): Là một thành viên lâu năm của Tổ chức. Ông là một nhân vật có tiếng trong giới kinh doanh, chủ tịch của một hãng sản xuất xe hơi. Ông còn là bạn thân của bố mẹ Miyano Shiho và Miyano Akemi. Trước đây ông ta cùng họ nghiên cứu và chế tạo APTX 4869 nhưng thất bại. Pisco bị Gin thủ tiêu trong hầm rượu vì ông ta đã sơ suất không giết một phóng viên chụp được cảnh ông ta giết một chính trị gia nhận hối lộ từ Tổ chức, mà không kịp tiết lộ rằng Haibara Ai chính là Miyano Shiho.

#### Kusuda Rikumichi
Kusuda Rikumichi (楠田 陸道 (Nam Điền Lục Đạo)): "Con chuột cống" của Tổ chức Áo đen Trong tập cuộc chiến giữa đỏ và đen, Rikumichi đã được cài vào bệnh viện Beika để dò tìm Kir (Mizunashi Rena) và đã tự sát sau đó. Hắn chỉ là một thành viên cấp thấp trong Tổ chức nên không có biệt danh. Xác của tên này về sau bị Conan và Akai lợi dụng để làm giả cái chết của Akai.

#### Numabuchi Ki'ichiro
Numabuchi Ki'ichirō (沼淵 己一郎 (Chiểu Uyên Kỉ Nhất Lang)): Một tên tội phạm nguy hiểm. Trước đây Tổ chức Áo đen từng có ý cho hắn làm một sát thủ cho Tổ chức nhưng sau này do ham rượu chè, cờ bạc nên hắn được chuyển qua phòng nghiên cứu do Sherry phụ trách. Nhận thấy Tổ chức có ý định biến hắn thành vật thí nghiệm, hắn đã bỏ trốn. Cuối cùng hắn đã bị cảnh sát tỉnh Gunma bắt giữ và lĩnh án tử hình. Xuất hiện trong hai tập 19 và 35.

#### Calvados
Calvados (カルバドス Karubadosu): Một kẻ sát nhân giấu mặt và là thành viên Đội Bắn tỉa của Tổ chức Áo đen. Hắn xuất hiện vào tập Chạm trán với Tổ chức Áo Đen: 2 bí mật trong đêm trăng tròn. Hắn tự sát sau khi bị Akai đánh gãy chân và bị Vermouth bỏ rơi.

#### Hara Yoshiaki
Hara Yoshiaki (原 義明 Nguyên Nghĩa Minh): Mọi người đều không hề biết Hara chính là một thành viên của Tổ chức Áo đen. Anh ta cũng bị Gin thủ tiêu vì đã ăn cắp tài liệu của tổ chức. Thường ngày Hara chỉ ở trong lốt một kĩ sư điện tử.

#### Irish
Irish (アイリッシュ Airisshu) xuất hiện trong Movie 13 - Truy lùng tổ chức Áo Đen, được cài vào sở cảnh sát trong bộ mặt của Odagiri Toshiro để lấy lại chiếc thẻ nhớ của tổ chức. Sau khi vụ án kết thúc thì bị Chianti thủ tiêu và phá hủy thẻ nhớ đó. Irish đã tự điều tra ra Conan là Kudo Shinichi bị teo nhỏ, nhưng vì căm thù Gin giết Pisco, người mà hắn ta kính trọng, nên hắn không kể phát hiện này cho ai trong Tổ chức.

#### Curacao
Curacao xuất hiện trong Movie 20 - Cơn ác mộng đen tối. Cô là người thu thập thông tin về những gián điệp ẩn thân trong Tổ chức và đã đánh cắp danh sách NOC list (danh sách các gián điệp).Trước khi Rei đuổi kịp cô, cô đã gửi được những các tên gián điệp ẩn thân trong tổ chức, nhưng sau đó đã hy sinh tính mạng để cứu và bảo vệ Đội Thám tử nhí.

#### Pinga
Pinga xuất hiện lần đầu trong Movie 26 - Tàu ngầm sắt màu đen. Anh là gián điệp được Tổ chức cài vào Pacific Bouy để lấy thông tin của Myano Shiho. Anh cũng đã phát hiện Conan là Kudo Shinchi bị teo nhỏ. Hiện tại anh ta đã thiệt mạng vì đã không thoát khỏi bom ngư lôi của Tổ chức bắn vào Pacific Bouy.

#### Rum / Wakita Kanenori
Rum (ラム Ramu) là nhân vật quan trọng thứ hai sau Ông Trùm và có cấp bậc cao hơn Gin. Danh tính của Rum ban đầu được che giấu, trừ chi tiết một trong hai mắt là giả. Hắn từng được cho là thuộc một trong ba trường hợp sau:
- Hắn là gã đàn ông to cao
- Hắn là một kẻ trông như đàn bà.
- Hắn là một ông già.

Trong chương 1065, Camel nghe lỏm được Vodka kể với Chianti rằng chỉ có chi tiết mắt giả là thật, các đặc điểm ngoại hình khác là do Rum phao tin để giấu mình. Ngoài ra, Rum còn thay đổi ngoại hình và dùng một cái tên nghe như đùa. Chương kế tiếp, 1066, danh tính của Rum cuối cùng cũng được tiết lộ, chính là đầu bếp Wakita Kanenori. Ông dùng tóc giả, râu giả, răng chuột và một cái băng bịt mắt để che đậy vẻ ngoài mưu mô, hiểm độc. Dù là đứng thứ 2 trong tổ chức nhưng ông có thói quen đích thân hành động đến lộ liễu. Hiện tại ông ta đang làm đầu bếp cho quán Sushi cạnh văn phòng thám tử Mori, để dễ bề điều tra sâu hơn về gia đình này. Giống như Bourbon, ông cũng nhận làm "đồ đệ" của thám tử Mori Kogoro và gọi ông là "sư phụ Kogoro". Sau vụ ám sát hụt Rumi lần thứ 2 khiến Chianti bị bắn trọng thương, Rum tin rằng thuốc APTX 4869 sẽ giúp ông ta lấy lại con mắt trái vốn có khả năng quan sát và ghi nhớ rất tốt.

#### Ông trùm / Renya Karasuma
"Người ấy" (あの方): Gương mặt thật của ông ta đến giờ vẫn chưa được tiết lộ đầy đủ. Ông ta được biết là ông trùm của Tổ chức Áo đen. Ông thường được các thành viên trong Tổ chức Áo đen nhắc tới với hai chữ "Người đó" hoặc "Ngài ấy" (ano kata/anokata). Trên số phát hành đôi #3-4 của tạp chí Shōnen Sunday ngày 30 tháng 11 năm 2017 và ở chương truyện 1008 và trong tập 95, danh tính của "Người đó" cuối cùng đã được tác giả Aoyama Gōshō xác nhận. Đó chính là Karasuma Renya - một nhân vật từng được nhắc đến ở tập 30 và được giới thiệu là một tỷ phú quyền lực hàng đầu của Nhật Bản kiêm chủ sở hữu một tòa biệt thự nguy nga, nhưng được cho là đã chết. Sự thật là, 40 năm trước, ông ta thuê nhiều chuyên gia đến tìm hiểu bí mật của tòa nhà vốn do mẹ mình để lại. Nhưng khi một nhà khảo cổ tên Senma Ryosuke khám phá ra là biệt thự này làm bằng vàng, Karasuma ra lệnh sát hại tất cả trong một vụ án chưa từng được công bố ra dư luận. Người đàn ông này gắn liền với biểu tượng con quạ. Địa chỉ mail của ông ta là #969#6261, dựa theo nhạc chuông Tổ chức sử dụng là bài hát "7 đứa trẻ" (hay còn được gọi là Nanastu No Ko).

## FBI

#### James Black
James Black (ジェイムズ・ブラック Jeimuzu Burakku): Chỉ huy của đội điệp viên FBI và là cấp trên của Jodie Starling và Akai Shuichi. Ông xuất hiện lần đầu trong một tình huống bị nhận nhầm là một tỉ phú người Mỹ rồi bị lũ cướp bắt cóc nhằm tống tiền nhưng đã được cảnh sát Nhật (do Conan bày kế) giải cứu sau đó. Ông là người duy nhất trong FBI biết về cái chết giả của Akai ngay từ đầu, nhưng đã giữ im lặng giúp anh và Conan.

#### Jodie Starling
Jodie Starling (ジョディ・スターリング Jodi Sutāringu), Jodie Saintemillion (ジョディ・サンテミリオ Jodi Santemirion): Một điệp viên của FBI. Trong quá khứ, cô có mối thù sâu nặng với Chris Vineyard vì Chris đã giết cha cô khi cô còn bé. Trước đây, Jodie từng tới trường cấp III Teitan làm việc trong thân phận một giáo viên tiếng Anh, song vỏ bọc này đã bị lộ ở tập 42. Cô từng có tình cảm với Akai Shuichi. Conan thường được cô gọi là "Cool Kid", dựa theo biệt danh "Cood Guy" mà Vermouth đặt cho Conan khi đó, dù cô không biết nguồn gốc sâu xa của biệt danh ấy. Jodie bắn súng khá giỏi, thích game Nhật Bản và nghiện game.

#### Andre Camel
Andre Camel ((アンドレ・キャメル Andore Kyameru): Một điệp viên của FBI, rất giỏi lái xe nhưng đồng thời khá vụng về ở nhiều khoản khác. Trong lần thực hiện nhiệm vụ quan trọng để tóm Tổ chức Áo đen, Andre đã nhầm một lão già - chính là Rum cải trang (được tiết lộ trong chap 1066), là một người bình thường, nên đã rời vị trí nấp và ra khuyên hắn rời khỏi nơi đó. Vì vậy, thân phận của Akai trong Tổ chức Áo đen bị bại lộ và kéo theo đó là cái chết của Miyano Akemi. Do đó, Camel luôn cảm thấy ân hận và xấu hổ với Shuichi. Cũng chính vì thế, trong chuyên án giải cứu Rena, anh đã bất chấp nguy hiểm để chuyên án thành công. Chi tiết trong truyện cho thấy trước khi Akai Shuichi bị bại lộ thân phận FBI với Tổ chức Áo đen, Camel và Shuichi đã từng làm việc với nhau rất nhiều lần nên Shuichi nhớ rõ thói quen rèn luyện thể lực của Camel - chạy bộ cầu thang trong các tòa nhà cao tầng.

## CIA

#### Hondō Hidemi / Mizunashi Rena / Kir
Mizunashi Rena (水無 怜奈 (Thủy Vô Liên Nại)): Tên thật là Hondō Hidemi (本堂 瑛海 (Bản Đường Anh Hải)) và được biết đến trong Tổ chức Áo đen với bí danh Kir (キール Kīru). Cô được giới thiệu trong tập 48 và 49 như một phát thanh viên nổi tiếng của đài truyền hình Nichiuri TV. Cô tìm đến thám tử Mori vì bị một kẻ bí mật phá chuông cửa quấy rầy. Để phá vụ án đó, Conan đã gài máy nghe trộm vào cửa nhà cô. Sau khi phá án, cậu đã quên tháo máy. Trong lúc quay lại lấy, cậu bàng hoàng khi nghe thấy giai điệu phím điện thoại của cô ta chính là bài hát "Nanatsu no Ko" ("Bảy đứa trẻ" - Seven Children), bài hát mà cậu đã nghe khi Vermouth nhắn tin cho "Ông trùm", và cậu biết được cô là thành viên của Tổ chức Áo đen hoạt động với bí danh "Kir". Cô đã âm mưu ám sát thượng nghị sĩ Domo; tuy vậy, kế hoạch của cô bị chặn đứng bởi Conan và FBI. Lúc cố gắng trốn chạy, Rena bị tai nạn và là thành viên duy nhất từ trước tới giờ của Tổ chức bị FBI giam giữ.
Rena tỉnh dậy sau cơn hôn mê trong chương 569. Trong chương 601, Tổ chức Áo đen đã gửi rất nhiều bom (gần 60 quả) ở bệnh viện Trung tâm Haido nhằm mục đích giải cứu Kir. Ở cuối chương 601, Kir cuối cùng cũng đã hồi phục hoàn toàn và xuất hiện trên TV, tuy nhiên đó chỉ là mẹo lừa để nhử FBI tới phòng cô nhằm để cho Tổ chức biết nơi ở của Rena. Trong chương 603, chúng đã cứu cô thoát khỏi sự bảo vệ của FBI. Chương 604 đã hé lộ Akai, Conan và Camel đã cố tình trả cô về Tổ chức sau khi biết danh tính thật của Rena là một điệp viên CIA, có tên thật là Hondō Hidemi đã gia nhập Tổ chức để cố gắng phá huỷ chúng từ bên trong. Cô và em trai Hondō Eisuke là con của điệp viên CIA Hondō Ethan đã hi sinh để giữ an toàn cho danh tính của con gái khi Rena mắc một sai lầm có thể bóc trần cô. Trong chương 606, sau khi thôi việc phóng viên, Rena được ra lệnh giết Akai Shuichi để lấy lại lòng tin của Tổ chức. Trong chương 609 (Tập 59), Kir đã bắn chết Akai để giữ an toàn cho vỏ bọc của mình (thực sự thì Akai chưa chết và vẫn xuất hiện trong tập 66).
Kir 27 tuổi, khiến cho cô là thành viên trẻ nhất còn sống của Tổ chức Áo đen từ trước đến giờ (thực tế thì Miyano Shiho/Sherry là người trẻ nhất khi mới 18 tuổi, nhưng cô không còn là thành viên của Tổ chức). Thực ra cái tên Kir (キール, Kīru) phát âm là Kiel. Cha cô là Hondō Ethan, còn em trai là Hondō Eisuke. Hidemi cũng có một cái cách để kiểm tra những người khác xem có nói dối hay không mà CIA thường hay dùng 

#### Hondō Eisuke
Hondō Eisuke (本堂 瑛祐 (Bản Đường Anh Hữu)Hondō Eisuke): Một người bạn của Ran và Sonoko, khi mới chuyển vào lớp đã trở nên nổi tiếng vì có khuôn mặt giống với nữ phát thanh viên Mizunashi Rena, người mà sau này Eisuke phát hiện ra chính là chị ruột của mình. Cha và chị đều là điệp viên CIA, nhưng do bí mật nghề nghiệp mà họ đã phải giấu Eisuke.
Eisuke có tài quan sát nhưng vô cùng hậu đậu, luôn vấp ngã hay gặp phải tai nạn. Một lần, cậu thấy nữ phát thanh viên Mizunashi Rena có ngoại hình giống với người chị của mình nên đã cố gắng tìm hiểu để biết rõ thực hư. Do từng phải thay tủy, nhóm máu của cậu đã chuyển từ O sang AB nên đã từng nghĩ rằng Rena không phải là chị mình vì khác nhóm máu. Khi biết Rena bị tai nạn và phải nhập viên, Eisuke đã tìm đến cô và Rena buộc phải thừa nhận mình là chị của cậu, Hidemi. Và sau đó Conan đã giải thích với Eisuke về anh và chị gái của anh. Đã có một thời gian Conan nghi ngờ Eisuke tiếp cận người thân và bạn bè của mình là có một mục đích khác. Ước mơ của Eisuke là sang Mĩ và trở thành một điệp viên CIA như cha và chị mình.
Cậu cũng có cảm tình với Mori Ran, và là một trong số ít người biết được thân phận của Edogawa Conan chính là Kudo Shinichi. Trước khi Eisuke sang Mĩ, cậu đã tâm sự về tình cảm của mình với Ran cho Conan nghe, và ngay lập tức cậu đã tiết lộ sự thật về mình để ngăn không cho Eisuke tỏ tình với Ran với tư cách là Kudo Shinichi. Đáp lại, Eisuke tiết lộ tính khí hậu đậu của mình cũng chỉ là giả. Eisuke cũng có một cái cách để kiểm tra những người khác xem có nói dối hay không mà CIA thường hay dùng.

#### Ethan Hondō
Ethan Hondō (イーサン 本堂 (Ethan Bản Đường) Īsan Hondō): Cha của Eisuke và Hidemi. Ông đã giấu thân phận điệp viên CIA với Eisuke. Ethan đã tự sát để bảo vệ Hidemi khỏi việc bị lộ danh tính thật với Tổ chức Áo đen.

## Các nhân vật khác

#### Agasa Hiroshi
Agasa Hiroshi  (阿笠 博士 (A Lạp Bác sĩ)):Thường được gọi là Tiến sĩ Agasa. Tiến sĩ Agasa là bạn thân của cha mẹ Kudo Shinichi, đồng thời cũng là hàng xóm của gia đình Kudo ở Nhật. Ông đã quen với Shinichi và Ran khi hai người còn rất nhỏ. Ông là tiến sĩ chuyên phát minh ra những đồ vật nhỏ nhưng có ích cho cuộc sống và đã sáng chế cho Shinichi những dụng cụ để dễ dàng tham gia phá án và bắt giữ tội phạm (mắt kính định vị, nơ thay đổi giọng nói, ván trượt dùng năng lượng mặt trời, đồng hồ gây mê, giày tăng lực, thắt lưng bắn bóng,...). Có thể nói, tiến sĩ Agasa là người thân duy nhất mà Shinichi tin tưởng khi ở Tokyo. Ông cũng là người đã phát hiện ra Miyano Shiho khi cô bị teo nhỏ thành một đứa bé và đã nhận nuôi cô. Tiến sĩ còn là người đồng hành với Đội thám tử nhí trong nhiều vụ án khác nhau và đã phát minh đèn pin đồng hồ đeo tay và huy hiệu đội thám tử cho từng thành viên. Một chi tiết hài hước thường thấy là tiến sĩ Agasa thường rủ Đội thám tử nhí đi dã ngoại, nhưng chiếc xe Beetle (hay còn được gọi là Xe con bọ Volkswagen) của ông hay gặp trục trặc giữa đường và đó là tình tiết mở màn cho những vụ án họ tình cờ gặp phải.

#### Tōyama Kazuha
Tōyama Kazuha (遠山 和葉 (Viễn Sơn Hòa Diệp)): Kazuha là bạn thân từ nhỏ của Hattori Heiji. Cô thường xuyên tức giận với Heiji và hay cãi nhau với cậu. Mối quan hệ giữa Kazuha và Heiji rất giống của Mori Ran với Kudo Shinichi. Cô luôn quan tâm và lo lắng tới Heiji mỗi khi cậu điều tra một vụ án. Kazuha thậm chí còn làm cho Heiji một chiếc bùa may mắn vì tin rằng nó sẽ bảo vệ cậu. Cô là bạn thân của Ran và luôn mong được gặp người bạn từ nhỏ đồng thời là bạn trai của Ran, Shinichi. Kazuha cũng có đai nhị đẳng trong môn võ Aikido.
Tình bạn của Kazuha và Ran thực ra bắt đầu không yên ổn. Kazuha không hề ưa các nhóm bạn nữ của Heiji. Sau khi trở về Osaka và biết được Edogawa Conan thực ra là Kudo Shinichi, Heiji thường nói với Kazuha về Kudo. Kazuha bắt đầu ghen và cho rằng Heiji đã thích "Kudo". Khi Heiji đưa Conan và Ran tới chơi ở Osaka, Kazuha ngay lập tức nghĩ Ran là "Kudo" và ghét cô. Tuy nhiên, sự hiểu nhầm nhanh chóng được giải quyết bởi Heiji. Ran không hề tức giận mà còn khuyên Kazuha hãy dũng cảm yêu Heiji. Cô thậm chí còn thay luôn áo ở ngay trong xe taxi khi nghe thấy Kazuha nói rằng Ran và Heiji thường mặc đồ giống nhau để chứng tỏ với Kazuha rằng không có chuyện gì xảy ra giữa mình và Heiji cả. Bắt đầu từ thời điểm đó, cả hai liền trở thành bạn tốt. Do cả Ran và Kazuha đều có điểm chung là có tình cảm với những anh chàng thám tử và luôn lo lắng cho họ, nên giữa hai người có một sự liên hệ đặc biệt và luôn giúp đỡ nhau.
Movie 7 của phim đã hé lộ Kazuha là mối tình đầu của Heiji. Khi Heiji 7 tuổi, cậu thấy một cô bé mặc bộ kimono đang chơi đùa dưới gốc cây anh đào, nhưng một cơn gió thổi qua khiến những cánh hoa anh đào che mắt cậu, và khi Heiji có thể nhìn lại được thì cô bé kia đã biến mất. Cái tên "Toyama Kazuha" đến từ nhân vật Toyama Kinshiro, một nhân vật nổi tiếng dựa trên Toyama Kagemoto, một samurai và người trong chính quyền của Tokugawa Shogunate vào thời Edo trong lịch sử Nhật Bản.
Tên tiếng Anh của nhân vật này là Katie Thompson. Trong phim hoạt hình Nhật Bản, Kazuha được lồng tiếng bởi Miyamura Yuko.

#### Kyōgoku Makoto
Kyōgoku Makoto (京極 真 (Kinh Cực Chân)): Một anh chàng có nước da ngăm, thường có một miếng băng cá nhân trên trán, giọng nói điềm đạm và rất tốt bụng. Tuy nhiên, đổi lại anh lại là một khá người khô khan (trái ngược với bạn gái anh là Sonoko). Makoto là một cao thủ karate, được mệnh danh là "Công tử của những cú đá" và rất thích khiêu chiến với những nhà vô địch mới đăng quang. Gia đình Makoto trung lưu khá giả, cha mẹ anh sở hữu một nhà trọ và nhà hàng tại bãi biển Izu. Anh từng giúp gia đình Suzuki bảo vệ báu vật khỏi Siêu trộm Kid cũng như để tạo ấn tượng tốt với cha mẹ của Sonoko khi họ biết anh và con gái mình đang hẹn hò. Makoto đã có lần nhận nhầm Sera Masumi là con trai và đấu võ với cô vì tức giận khi thấy Sonoko và Sera quá thân mật với nhau.

#### Kobayashi Sumiko
Kobayashi Sumiko (小林 澄子 (Tiểu Lâm Trừng Tử)): Cô giáo chủ nhiệm lớp 1B trường Tiểu học Teitan và đồng thời là người đã thay đổi ước mơ của Trung úy Shiratori Ninzaburo. Ban đầu xuất hiện là một cô giáo cay nghiệt, nhưng sau đó Đội thám tử nhí đã khám phá ra cô là người rất yêu trẻ, do một sự cố trong buổi họp phụ huynh đầu tiên trong nghề nên cô phải khắt khe với học sinh như vậy. Từ đó, cô Kobayashi trở về là một cô giáo rất hiền hậu, đôi khi thậm chí hơi trẻ con. Nhà văn trinh thám yêu thích của cô là Edogawa Ranpo. Khi Đội thám tử nhí được thành lập, Kobayashi đã tự nhận mình là "quản lý" của đội.
Cô có ngoại hình rất giống trợ lý thanh tra Miwako Satō, đến nỗi ở chương 706, hai cảnh sát Yumi và Chiba đã nhầm Kobayashi với Sato khi cô tới trình báo với cảnh sát về một người khả nghi. Cô giáo Kobayashi hiện đang hẹn hò với cảnh sát Shiratori, người mà cô đã gặp hồi còn nhỏ.

#### Enomoto Azusa
Enomoto Azusa (榎本 梓 (Giả Bản Tử)): Nhân viên phục vụ ở tiệm cà phê Poirot cùng với Amuro Tooru. Azusa đã nhờ đến sự giúp đỡ của ông Mori trong nhiều vụ án. Cô có một người em trai tên là Enomoto Sugihito và cũng được giới thiệu chi tiết hơn ở tập 61. Azusa từng bị Vermouth cải trang thành trong tập 90 và đã bị Conan phát hiện ra.

#### Okita Soshi
Học sinh lớp 11 của trường trung học Kyoto Senshin. Okita được biết đến là một cao thủ Kendo ở Kyoto và luôn được Hattori Heiji coi là đối thủ hàng đầu của mình trong các giải đấu. Cậu được đánh giá là một đối thủ rất mạnh của Heiji sau khi Heiji đã thất bại trước đòn đâm "Ngũ đoạn liên hoàn" của Okita. Trong tập 93, Okita đã giúp Heiji và Conan phá án bằng kiến thức sâu rộng về kendo của mình. Cậu lại xuất hiện một lần nữa trong tập 94, khi trường cấp III Teitan có một chuyến du lịch ngoại khóa tới Kyoto. Ran đã có kế hoạch muốn gặp Okita từ trước để trả cho cậu lá bùa hộ mệnh có chứa tấm ảnh chụp cô gái cậu thích mà Okita đã làm rơi ở Đại hội Kendo lần trước đó. Khi hai người nói chuyện, Sonoko đã lén chụp hình lại và gửi cho Shinichi (Conan uống thuốc giải), làm cậu nghĩ rằng giữa Ran và Okita có gì đó.

#### Ooka Momiji
Học sinh lớp 11 của trường trung học Kyoto Senshin, cùng lớp với Okita Soshi. Có thể suy đoán rằng Momiji xuất thân từ một gia đình khá giả vì cô có một người quản gia tên Iori Muga luôn kề cận bên cạnh và xưng hô với cô là "tiểu thư". Cô xuất hiện lần đầu trong tập 91 khi đang đọc bài báo nói về vụ án mà Hattori Heiji vừa xử lí xong. Trong tập 93, cô tiếp tục xuất hiện nhưng là với vai trò chỉ đạo cách phá án qua tai nghe cho Iori trong vụ án ở tiệm Poirot cũng có có sự tham gia của Heiji. Sau đó, Momiji cũng đã tới Đại hội Kendo và cùng Iori lập ra một kế hoạch để đảm bảo rằng Heiji sẽ giành chức vô địch. Tuy nhiên, kế hoạch đã thất bại do Heiji bận phá án cùng người đáng lẽ ra sẽ là đối thủ của mình, Okita Soshi và trận đấu đã kết thúc trước khi cả hai kịp trở về nhà thi đấu. Trong chuyến du lịch ngoại khóa của trường cấp III Teitan, Momiji lại bất ngờ xuất hiện và giúp nhóm Shinichi giải quyết vụ án "Thiên Cẩu". Cô có một tình cảm đặc biệt dành cho Hattori Heiji và thường gọi cậu là "Chồng tương lai" của cô. Trong movie, Momiji đã tự giới thiệu bản thân là "Hôn thê của Heiji" và nói rằng cô và Heiji đã cùng nhau lập một lời hứa nhiều năm về trước mà cô vẫn nhớ rõ tới tận bay giờ. Lời hứa này sau đó được tiết lộ chính là lời cầu hôn của Heiji với Momiji. Sau này khi gặp lại cậu, cô vẫn nhận ra Heiji nhưng cậu thì không nhớ gì về cô cả. Sau khi cô đưa ra bức ảnh bằng chứng thì cậu mới nhớ ra, và nhớ về lời nói mà mình đã hứa với Momiji lúc trước. Hóa ra tất cả chỉ là hiểu lầm vì cô đã nghe không kĩ lời nói. Dù mọi chuyện chỉ là hiểu lầm nhưng cô vẫn không từ bỏ quyết định kết hôn với Heiji, và hẹn gặp lại Kazuha ở những lần cạnh tranh sau này. Momiji và Kazuha vì cùng có tình cảm với Heiji mà đã coi nhau như đối thủ và tình địch. Trong những chương gần đây, Momiji thường vờ hành động hậu đậu nhưng khiếm nhã nhằm lấy lòng Heiji.
Momiji được cho là một thám tử tài năng không kém khi đã phá được vụ án ở tiệm Poirot trước cả Conan, Heiji và Amuro chỉ nhờ một tiếng động mà cô nghe thấy được qua cú điện thoại với quản gia của mình, Iori. Có thể, cô cũng đã có nhiều lần phá án trước đây vì khi vụ việc ở tiệm Poirot đã được giải quyết, Iori gọi điện cho Momiji để thông báo tình hình và khen cô: "Lập luận vẫn xuất sắc như mọi khi...tôi tâm phục khẩu phục đó..."

#### Wakasa Rumi/Rachel Asaka
Rumi là phó giáo viên chủ nhiệm mới cho lớp 1B. Wakasa nổi bật với tính cách vụng về và vô cùng hậu đậu, nhưng những hành động vụng về đó là lớp hỏa mù cô tung ra để hạ gục kẻ xấu. Chính cô cũng luôn đưa ra các gợi ý để Conan phá án. Trong những lúc Đội thám tử nhí không có mặt hoặc không để ý, cô cũng là người đã đánh gục hung thủ chỉ trong chớp mắt và làm như đó là một tai nạn hay chỉ là do mình "đánh bừa". Trong tập 93, Conan và Haibara phát hiện ra mắt phải của Wakasa không nhìn được và cô cũng có những thái độ bí ẩn, lạ lùng khi gặp Kuroda Hyoe lần đầu ở nơi cắm trại. Cô cũng chỉ để lộ ra khuôn mặt thật của mình mỗi khi đe dọa hung thủ và làm họ vô cùng sợ hãi. Conan cũng từng nghi ngờ cô là Rum - nhân vật quan trọng thứ hai sau Ông Trùm. Cô cũng là Asaka, người vệ sĩ mất tích của Amanda Hughes. Cô là người giữ quân bài Shogi bị mất tích trong vụ sát hại Haneda Koji, và quân bài này vô cùng quan trọng đối với cô vì nó là quà tặng của người có tình cảm với cô và vốn được xem là bùa may mắn. Tuy nhiên, việc Hughes và Koji bị sát hại không lâu sau đó đã khiến cô không chỉ mất hết niềm tin vào mê tín, mà còn coi bất cứ ai khác trên đời chỉ là tốt thí. Trong tập Tìm kiếm Maria, Rumi đang xem danh sách những nạn nhân bị đầu độc bởi APTX-4869. Trong những chương xuất bản trong tháng 1 và tháng 2 năm 2023, cô được tiết lộ có tên thật là Rachel Asaka, và đang truy tìm những kẻ đã sát hại bà Amanda Hughes và Haneda Koji trong vụ án 17 năm trước để trả thù chúng. Cô mắc phải tật mù mắt phải tạm thời khi tức giận hoặc căng thẳng. Đến nay, cô vẫn hiểu lầm rằng Kuroda Hyoe đã giết hai người đó.

#### Kuroba Kaito / Siêu trộm Kid (Kaito Kid)
Siêu trộm Kid (怪盗キッド (Quái đạo Kid) Kaitō Kiddo): Một tên trộm nổi tiếng chuyên ăn cắp ngọc ngà, châu báu, cổ vật thuộc hàng quý giá nhất thế giới được canh gác kĩ lưỡng. Cậu được biết đến cái tên Kaito Kid hay Tội phạm quốc tế #1412. Kid là tên bắt nguồn từ cách viết số 1412 của một nhà báo và được Kudo Yusaku (cha của Kudo Shinichi) đọc thành "KID" (14 = KI, 12 = D). "Kaito" trong tiếng Nhật có nghĩa là "Quái đạo", hay "Tên trộm bí ẩn". Chính vì vậy mà trong các bản tiếng Anh, Kaito Kid còn được gọi là "Phantom Thief Kid" hay "Kid the Phantom Thief". Danh tính thật của cậu là Kuroba Kaito (黒羽 快斗 (Hắc Vũ Khoái Đấu)), một học sinh cao trung năm 2 (lớp 11) của trường Ekoda. Hàng ngày Kaito sống với hai thân phận khác nhau: ban ngày cậu là một học sinh trung học bình thường, nhưng ban đêm thì cậu lại trở thành Kid và đi trộm cắp. Kaito Kid đã biết được Conan là Kudo Shinichi trong Movie 3: "Nhà ảo thuật gia cuối thế kỉ". Đối thủ lớn nhất của Kid có thể nói là cậu thám tử Hakuba Saguru, đồng thời cũng là bạn cùng lớp của cậu. Kaito có người bạn từ thuở nhỏ là Nakamori Aoko, nhưng cô cũng là con gái của thanh tra Nakamori Ginzo, người luôn ráo riết truy lùng Kid.
Số lượng người biết được danh tính thật của Kid rất ít, trong đó có mẹ cậu, ông quản gia Konosuke Jii và người bạn cùng lớp của Kaito, Koizumi Akako, người là một phù thủy luôn cố sử dụng phép thuật của mình để có được tình yêu của Kaito. Hakuba cũng tin rằng Kaito là Kid nhưng chưa thể chứng minh được. Thanh tra Nakamori đã có lần nghi ngờ Kaito do tình cờ thấy được khuôn mặt của Kid nhưng bị con gái mình phản đối kịch liệt và đã chứng minh cho ông thấy rằng bạn mình không phải là Kid bằng cách rủ Kaito đi chơi công viên với mình đúng vào buổi tối mà cậu đã thông báo trước đó (dưới danh Kid) rằng sẽ hành động. Anh ấy đang giả làm Kaito Kid để truy lùng tổ chức bí mật đã giết cha của mình - Tochi Kuroba.

#### Kuroba Toichi
Cha của Kuroba Kaito và chính là Siêu trộm Kid đời đầu. Ông là một ảo thuật gia nổi tiếng thế giới được rất nhiều người yêu mến và khâm phục. Từ khi Kaito còn nhỏ, Toichi đã dạy cho cậu nhiều trò ảo thuật khác nhau và bảo cậu luôn luôn phải mang khuôn mặt "Poker Face". Khi ông còn là Kid, Toichi và Kudo Yusaku từng luôn đối đầu nhau, nhưng Toichi luôn coi Yusaku là cha đỡ đầu bởi là người đặt biệt danh Kid. Ông còn từng gặp Shinichi và Ran hồi nhỏ và bí mật nhờ họ gửi thư thách thức tới Yusaku. Nội dung thư là một dấu chấm hỏi (?), và không cần biết đến chuyện đó, Yusaku trả lời bằng một dấu chấm than (!) đầy tính chắc chắn. Toichi được cho là qua đời hoặc mất tích trong một tai nạn khi đang biểu diễn, nhưng Kaito phát hiện ra rằng ông đã bị ám sát. Ông có ngoại hình khá giống với cha của Kudo Shinichi, Kudo Yusaku và cũng là thầy dạy thuật cải trang cho mẹ của Shinichi, Yukiko và Sharon Vineyard khi cả hai vẫn còn theo đuổi nghề diễn viên. Trong tập Magic Kaito 1412 (tập 1), khi Jii tiết lộ rằng ông ây đã chết hoặc mất tích vào 8 năm trước.

#### Kuroba Chikage/Phantom Lady
Mẹ của Kaito Kid. Mẹ của Kaito ban đầu được biết là nội trợ trong gia đình, nhưng đến tập 70 mới rõ bà chính là Phantom Lady, nữ siêu trộm nổi tiếng một thời được mệnh danh là "Người phụ nữ với 20 bộ mặt". Tương tự Yukiko, bà đã giải nghệ sau khi nhận lời cầu hôn của Toichi để người chồng tương lai trở thành siêu trộm mới.

#### Nakamori Aoko
Nakamori Aoko (中森 青子 (Trung Sâm Thanh Tử)): Bạn cùng lớp của Kuroba Kaito. Cô là bạn thời thơ ấu của Kuroba Kaito. Kaito thường trêu chọc cô và hay nhìn lén dưới váy của cô, mỗi lần như thế là Aoko lại đánh đuổi cậu bằng những món đồ như cây chổi lau nhà, mặc dù chính cô cũng thầm thích cậu. Là con gái của thanh tra Nakamori, cô rất ghét Kaito Kid vì cho rằng tên trộm đã lấy đi thời gian được ở bên cha của cô mà không hề hay biết rằng đó chính là người bạn thân của mình. Cô có ngoại hình khá giống Mori Ran, tương tự như Kaito và Shinichi. Điểm khác biệt duy nhất giữa họ là kiểu tóc của Aoko xù hơn.

#### Konosuke Jii
Là quản gia kiêm trợ thủ cho Kuroba Toichi trước kia và hiện giờ là con trai ông, Kuroba Kaito. Ông cũng xuất hiện vài lần trong các phi vụ Conan đối đầu Kaito Kid nhưng không lộ mặt hoặc hiếm khi.

#### Hakuba Saguru
Hakuba Saguru (白馬 探 (Bạch Mã Thám)): Một đối thủ đáng gờm của Kudo Shinichi và Hattori Heiji. Anh là con trai của Tổng giám đốc Sở cảnh sát Tokyo, quan chức cảnh sát đứng thứ hai của Nhật. Gia đình khá giả, sống ở Anh là chủ yếu. Anh có ngoại hình điển trai, luôn tỏ ra lịch lãm trước phụ nữ và là một thám tử nổi tiếng ở nước ngoài. Hakuba đã vài lần cùng phá án với Conan. Trong bộ phim thứ 10, Hakuba dường như biết được thân phận thật của Shinichi, nhưng cuối phim đã hé lộ đó chính là do Kaito Kid cải trang thành. Anh luôn mong muốn được đối đầu với Siêu trộm Kid và cho rằng chỉ có mình mới bắt được Kid.

#### Araide Tomoaki
Araide Tomoaki (新出 智明 (Tân Xuất Trí Minh)): Một bác sĩ, Chris Vineyard đã từng hóa trang thành anh để đến làm việc trong trường Teitan một thời gian khá dài. Conan đã từng nghi ngờ và phát ghen vì nghĩ anh và Ran có tình cảm với nhau. Cậu còn có ý nghĩ là trong tương lai Araide sẽ kết hôn với Ran. Để đóng giả thành Araide, Chris Vineyard  đã tông xe vào xe của Araide khiến cho anh ấy tai nạn & chết đuối. Nhưng trong xe chỉ có một vài người bạn của FBI trong đó và đã giải cứu mọi người trong xe và đã được đến nơi an toàn để ẩn nấu. Jodie đã tạo nên một cái chết giả cho Araide.

#### Kuriyama Midori
Thư ký của luật sư Kisaki Eri. Cô từng bị nhầm lẫn bởi Ran khi Ran đã thêm cô vào nhóm chat của mình và mẹ mà không biết đó là lũ người xấu có âm mưu bắt cóc mẹ mình. Trong tập Luật sư Kisaki's SOS Kuriyama sau đó bọn chúng chích điện gây bất tỉnh để dễ dàng chích điện và bắt cóc luật sư Kisaki Eri hơn.

#### Okino Yōko
Okino Yōko (沖野 ヨーコ (Xung Dã Yōko)): Một ca sĩ, diễn viên nổi tiếng, người trong mộng và hăm mộ của Mori Kogoro.

#### Kenzaki Osamu
Một người bạn của ca sĩ Yoko. Anh cũng là một diễn viên nổi tiếng nhờ vai diễn Thám tử Samonji.

#### Megure Midori
Megure Midori (目暮 みどり (Mục Mộ Midori)): Vợ của thanh tra Megure Jūzō. Bà chính là cô nữ sinh đã được Megure cứu khỏi tên tài xế tâm thần chuyên tông xe vào những nữ sinh đi qua đường rồi bỏ chạy 20 năm về trước. Giống như chồng mình, bà cũng có một vết sẹo trên trán bởi vụ án đó.
- Lồng tiếng cho nhân vật này là Ai Orikasa.

#### Yasumoto Hikaru
Cô là người giúp việc ở nhà bác sĩ Araide Tomoaki.
- Lồng tiếng cho nhân vật này là Hiramatsu Akiko.

#### Akagi Hideo và Eumura Naoki
Hai cầu thủ bóng đá nổi tiếng và là hai con át chủ bài của đội bóng Tokyo Spirits. Họ là một cặp tiền đạo phối hợp rất ăn ý trên sân cỏ. Trong tập 7, Naoki đã bắt cóc em trai của Hideo là Mamoru để trả thù và gây áp lực tinh thần cho anh vì trong một lần tập luyện, Hideo đã vô tình làm gãy chân Naoki khiến anh không thể ra sân thi đấu.

#### Higo Ryosuke
Là một cầu thủ bóng đá chuyên nghiệp nổi tiếng thi đấu cho câu lạc bộ bóng đá Big Osaka thi đấu tại J1 League và đội tuyển quốc gia Nhật Bản, là đội trưởng đồng thời cũng là quân át chủ bài không thể thiếu của đội bóng. Haibara là một người hâm mộ nhiệt thành của anh.